# 20. Mai
Der 20. Mai ist der 140. Tag des gregorianischen Kalenders (der 141. in Schaltjahren), somit verbleiben 225 Tage bis zum Jahresende.

## Ereignisse

### Politik und Weltgeschehen
- 0685: In der Schlacht bei Dunnichen Mere erringen die Pikten einen entscheidenden Sieg über die anglischen Truppen von König Ecgfrith von Northumbria, der in der Schlacht fällt. Nach der Schlacht reicht der Einfluss Northumbriens nie wieder über den Firth of Forth hinaus.
- 1217: In der Schlacht von Lincoln besiegen königstreue englische Barone eine Ritterschar rebellierender Barone und mit ihnen verbündeter Franzosen unter Prinz Ludwig von Frankreich, der in der Folge seine Ambitionen auf den englischen Thron begräbt.
- 1303: Im Vertrag von Paris gibt Frankreichs König Philipp IV. gegenüber dem englischen König Eduard I. nach und erkennt die Guyenne als dessen Lehen an.
- 1347: Cola di Rienzo vertreibt mit Hilfe des Volkes den in Rom verhassten Stadtadel und ruft die Republik nach altrömischem Vorbild aus.

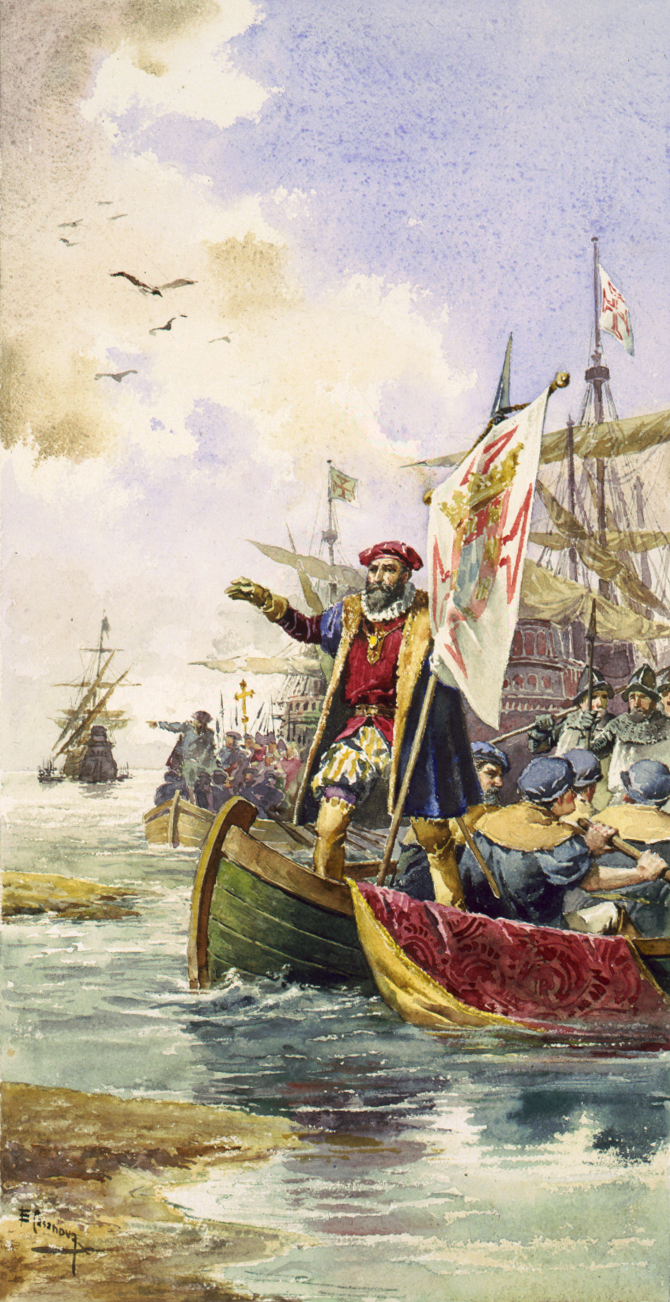
1498: Ankunft da Gamas in Calicut

- 1498: Der portugiesische Entdecker Vasco da Gama erreicht Indien und landet in Calicut. Die Suche nach dem Seeweg nach Indien ist für Portugal damit erfolgreich abgeschlossen.
- 1503: Der portugiesische Seefahrer Afonso de Albuquerque entdeckt im Südatlantik eine in Vergessenheit geratene Insel wieder, der er den Namen Assunção gibt, da sie an Christi Himmelfahrt gesichtet worden ist. Später erhält sie den englischen Namen Ascension.
- 1521: Während der Kämpfe um Pamplona wird der spanische Offizier Íñigo López de Loyola schwer verwundet. Während seiner Genesung wird er Mönch und als Ignatius von Loyola später Begründer des Jesuitenordens.

- 1571: In Rom schließen sich der Papst, Spanien, die Seerepubliken Venedig und Genua zur Heiligen Liga gegen das Osmanische Reich zusammen, um dessen Seeherrschaft im Mittelmeer zu brechen.

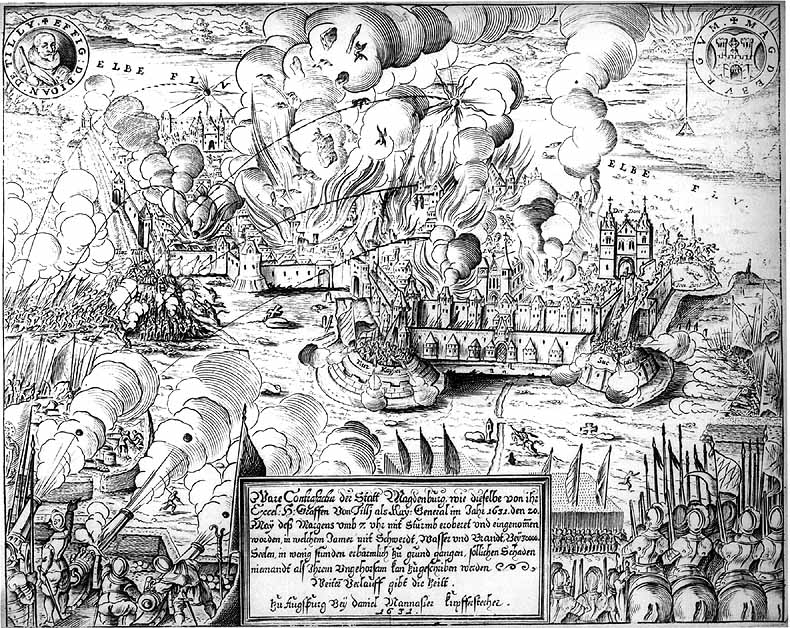
1631: Magdeburger Hochzeit

- 1631: Kaiserliche Truppen unter dem Feldherrn Johann T’Serclaes von Tilly und Gottfried Heinrich zu Pappenheim erobern nach mehrmonatiger Belagerung im Dreißigjährigen Krieg das protestantische Magdeburg und begehen schwere Kriegsgräuel. In der so genannten „Magdeburger Hochzeit“ kommen rund 20.000 Menschen ums Leben.
- 1654: Das Herzogtum Kurland und Semgallen errichtet unter Herzog Jakob Kettler auf der Karibikinsel Tobago eine Kolonie. Kapitän Willem Mollens benennt die Insel in Neukurland um.
- 1667: In der Seeschlacht vor Nevis wehren englische Schiffe eine geplante Invasion der Karibikinsel Nevis durch eine niederländisch-französische Flotte im Englisch-Niederländischen Krieg ab.
- 1704: Polnische Unterstützer des Königs August II. schließen sich in der Konföderation von Sandomir zusammen. Sie reagieren damit auf die gebildete königsfeindliche Konföderation von Warschau und eröffnen einen in einen Bürgerkrieg mündenden Streit.
- 1741: Nach einer zweimonatigen erfolglosen Belagerung brechen die Briten ihre Operationen gegen das spanische Cartagena de Indias ab.
- 1795: In Paris kommt es während der Französischen Revolution unter Beteiligung der Sansculottes zum Prairialaufstand, der aber nach drei Tagen militärisch niedergeschlagen wird.
- 1802: Napoleon Bonaparte lässt als Erster Konsul in den französischen Kolonien die – 1794 formell abgeschaffte – Sklaverei wieder zu.

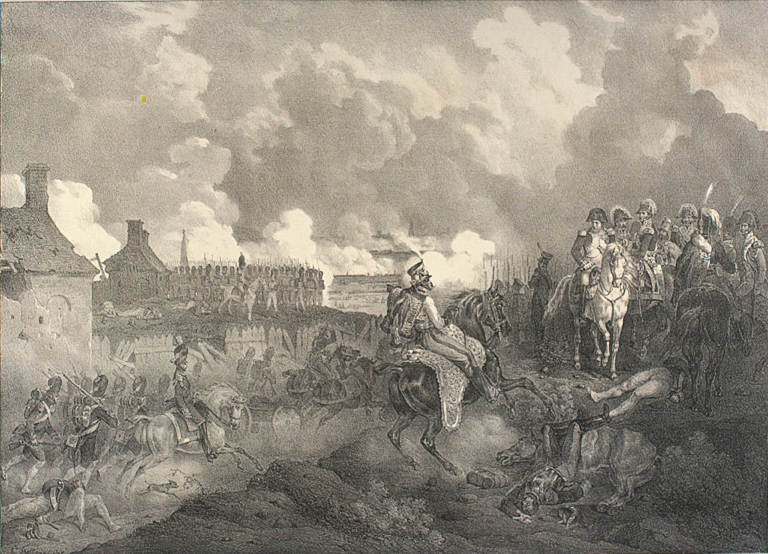
1813: Schlacht bei Bautzen

- 1813: Die zwei Tage dauernde Schlacht bei Bautzen während der Befreiungskriege zwischen der Koalition aus Russland und Preußen unter Gebhard Leberecht von Blücher und Ludwig Adolf Peter zu Sayn-Wittgenstein und den Franzosen unter Napoléon Bonaparte und Michel Ney beginnt.
- 1838: Johannes Niederer gründet in Genf den Grütliverein als Diskussionsverein für Handwerksgesellen. Der Verein spielt in der Folge eine wichtige Rolle in der Schweizer Arbeiterbewegung.
- 1858: Im Zweiten Opiumkrieg nehmen britische Einheiten unter Admiral Michael Seymour die chinesischen Taku-Forts ein, welche die Einfahrt von See zur Stadt Tianjin, dem nächstgelegenen Hafen von Peking, schützen sollen. Ihr Fall führt zum Vertrag von Tianjin im Juni.
- 1859: Im Sardinischen Krieg siegen die italienisch-französischen Truppen in der Schlacht von Montebello über ein österreichisches Heer.
- 1861: In einer Proklamation erklärt der Staat Kentucky seine Neutralität im Sezessionskrieg. Diese dauert bis zum 3. September, als konföderierte Truppen eindringen und zahlreiche Städte brandschatzen.

1862: Abraham Lincoln

- 1862: US-Präsident Abraham Lincoln unterschreibt den Homestead Act, ein Gesetz, das Farmern den Erwerb unbesiedelten Landes von bis zu 64 Hektar erlaubt und auf die Besiedlung des Westens abzielt.
- 1875: Die internationale Meterkonvention wird von 17 Staaten unterzeichnet. Sie hat die Aufgabe, Maß und Gewicht international zu vereinheitlichen und dafür nötige Organisationsformen zu schaffen sowie diese zu finanzieren. Darin wird auch die Übernahme des Urmeters und des Urkilogramms als Maßeinheit beschlossen.
- 1882: Durch den Beitritt des Königreichs Italien zum Zweibund zwischen dem Deutschen Reich und Österreich-Ungarn wird dieser zum Dreibund, einem geheimen Defensivbündnis zwischen diesen drei Ländern.

1902: Tomás Estrada Palma

- 1902: Die Vereinigten Staaten entlassen das seit dem Spanisch-Amerikanischen Krieg in ihrem Besitz befindliche Kuba formal in die Unabhängigkeit, die allerdings durch das 1901 beschlossene Platt Amendment eingeschränkt ist. Tomás Estrada Palma wird erster Präsident des Landes.

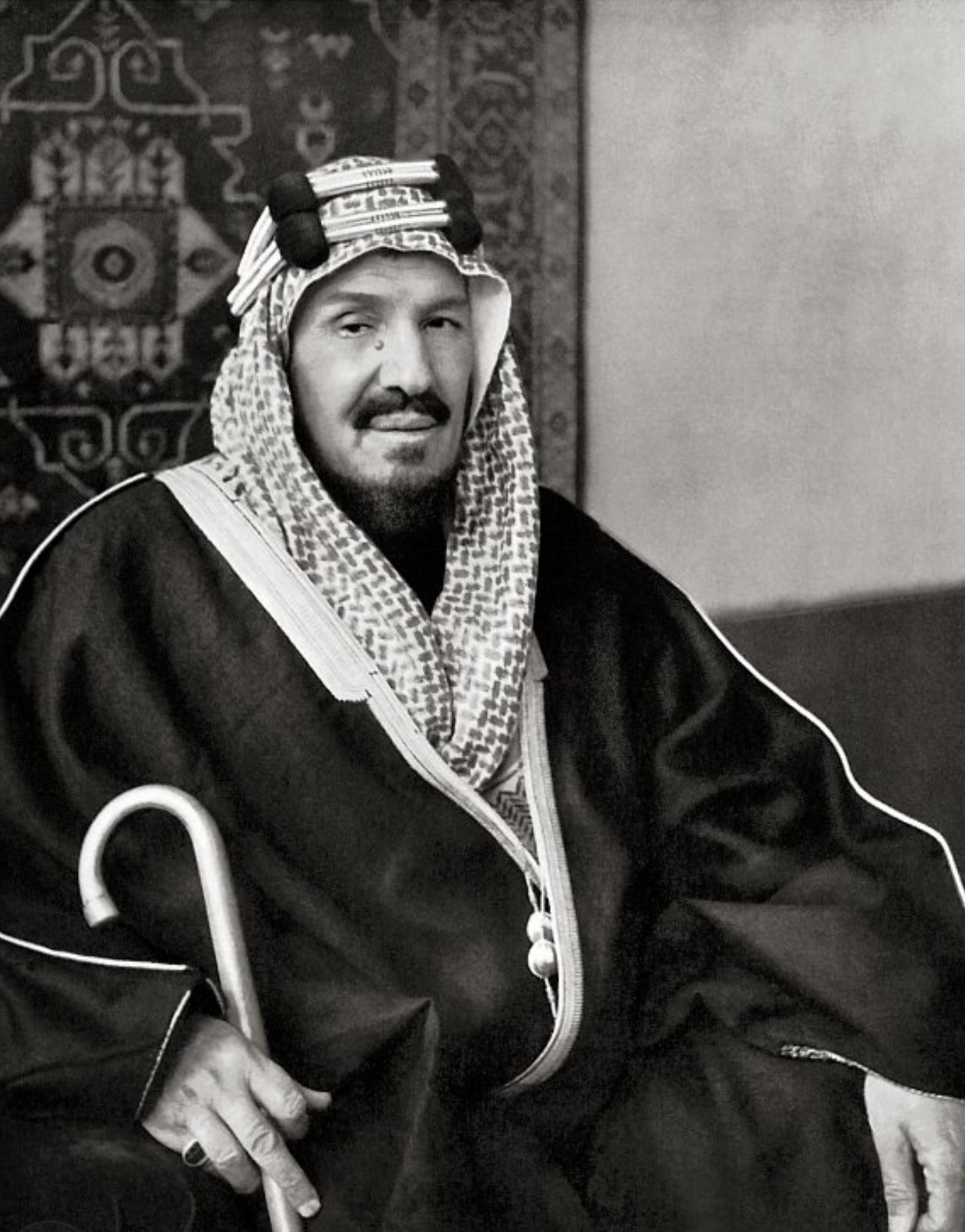
1927: Abd al-Aziz ibn Saud

- 1927: Im Abkommen von Dschidda gibt Großbritannien das im Ersten Weltkrieg vom Osmanischen Reich eroberte Gebiet entlang der Westküste Arabiens, genannt Britisches Protektorat Arabien, an den arabischen König Abd al-Aziz ibn Saud ab und garantiert die Unabhängigkeit Arabiens.
- 1933: Nach der Gründung des austrofaschistischen Ständestaates in Österreich gründet der christlich-soziale Bundeskanzler Engelbert Dollfuß die Vaterländische Front als politische Organisation mit Monopolstatus.
- 1934: Der um den Besitz der Provinz Asir geführte Saudi-Jemenitische Krieg endet mit dem Abkommen von Taif, das mangels eines konkret fixierten Grenzverlaufs in der Folge öfter Scharmützel hervorruft.
- 1940: Die ersten Häftlinge treffen im neu gebauten KZ Auschwitz ein. Der Transport besteht aus reichsdeutschen Strafgefangenen, die als Funktionshäftlinge Aufsichts- und Kontrollfunktionen übernehmen sollen.

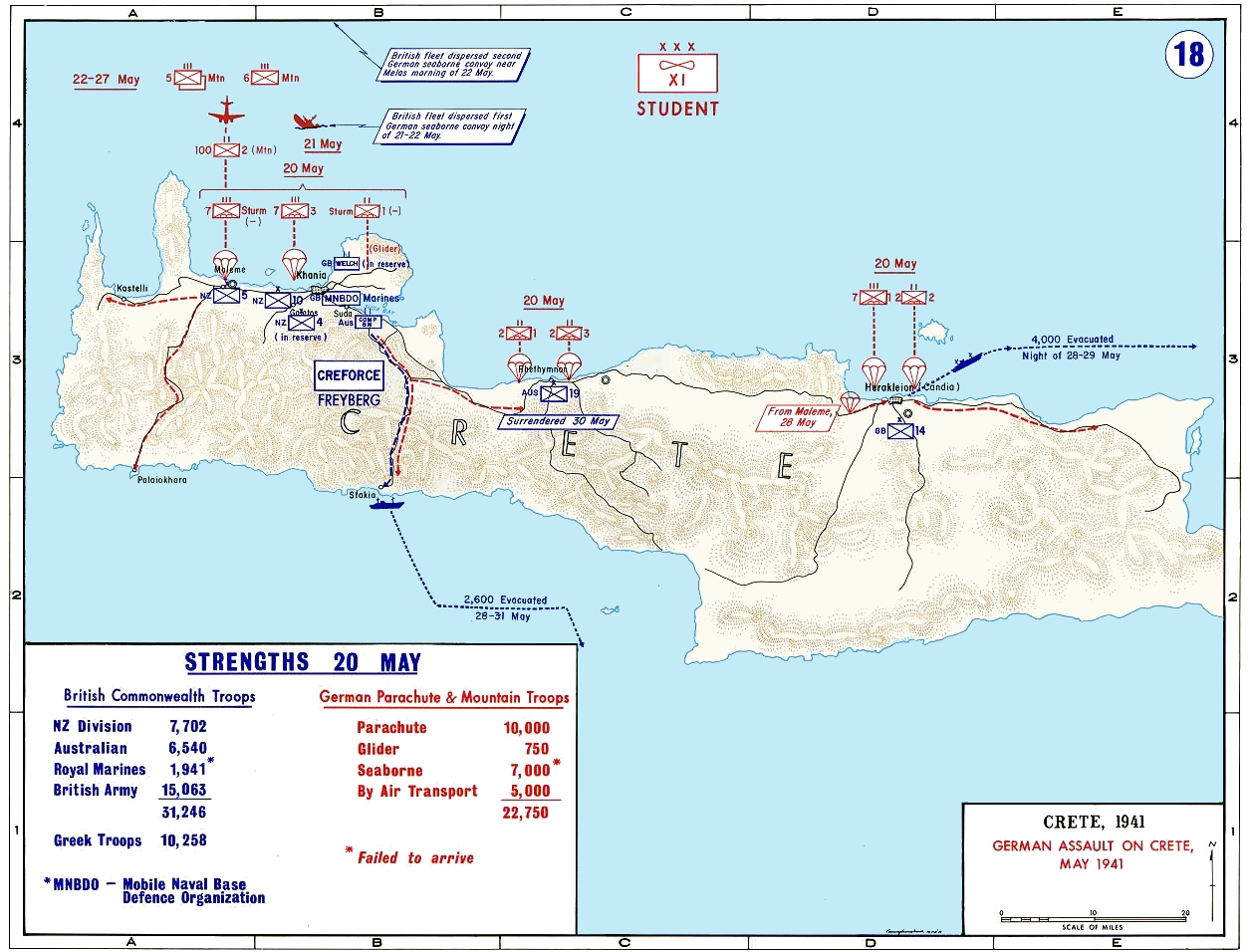
1941: Luftlandeschlacht um Kreta

- 1941: Mit der Bombardierung der geplanten Landezone auf Kreta durch die deutsche Luftwaffe beginnt das Unternehmen Merkur zur Eroberung der Mittelmeerinsel durch die Wehrmacht im Zweiten Weltkrieg, das bis zum 1. Juni abgeschlossen ist.
- 1949: Der Bayerische Landtag lehnt als einziges der Länderparlamente nach einer Nachtsitzung die Billigung des vom Parlamentarischen Rat ausgearbeiteten Grundgesetzes ab. Falls aber zwei Drittel aller Bundesländer zustimmen – was geschieht –, erklärt er zugleich dessen Gültigkeit auch im Freistaat Bayern.
- 1954: Chiang Kai-shek wird von der Nationalversammlung der Republik China auf Taiwan zum Präsidenten gewählt. Als solcher erhält er den Gesamtvertretungsanspruch über ganz China aufrecht.
- 1960: Das Wappen Nigerias wird von der britischen Königin Elisabeth II. verliehen.
- 1969: Nach zehn Tagen endet die Schlacht am Hamburger Hill im Vietnamkrieg. Die US-Armee bezahlt die Eroberung des strategisch praktisch wertlosen Hügels mit schweren eigenen Verlusten durch den Mörserbeschuss durch die Vietnamesische Volksarmee.
- 1973: In einer Volksabstimmung werden die Artikel 51 und 52 der Schweizer Bundesverfassung aufgehoben. Sie untersagten jegliche Tätigkeit der Jesuiten und verhinderten Klostergründungen.
- 1980: In einem Referendum verweigern sich die Wähler Québecs mit rund 60 Prozent Neinstimmen Sezessionsüberlegungen ihrer Regierung. Sie strebt die vollständige Souveränität der kanadischen Provinz an.
- 1985: Radio Martí, ein in Miami stationierter, von der US-Regierung im Rahmen des Broadcasting Board of Governors finanzierter Radiosender, startet mit einem speziellen Radioprogramm für Kuba, um den Sturz Fidel Castros zu fördern.
- 1989: Der chinesische Premierminister Li Peng verhängt aufgrund der seit 17. April andauernden studentischen Proteste auf dem Tian’anmen-Platz den Ausnahmezustand.

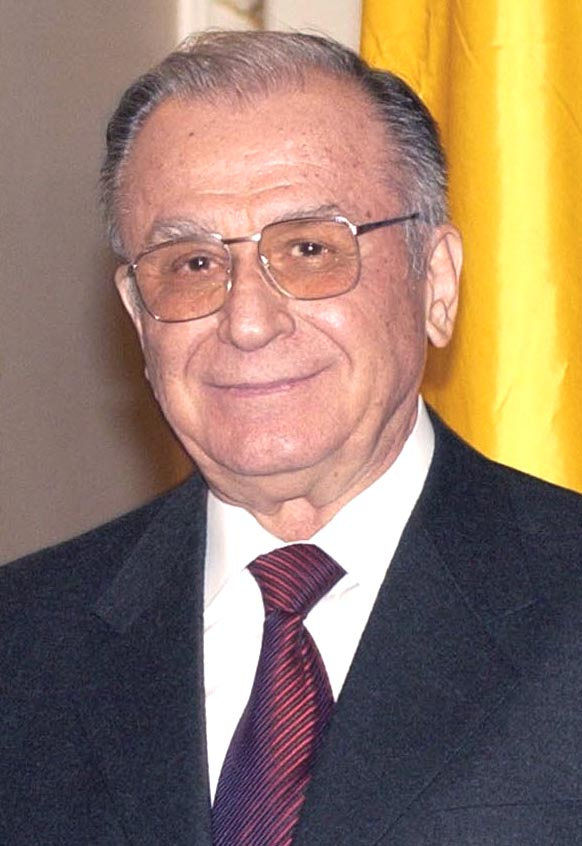
1990: Ion Iliescu

- 1990: In Rumänien werden die ersten postkommunistischen Präsidentschafts- und Parlamentswahlen durchgeführt. Der Amtsinhaber Ion Iliescu wird mit 85 % der Stimmen in seinem Amt bestätigt. Die Wahl wird von Protesten auf dem Bukarester Universitätsplatz begleitet.

2002: Osttimor

- 2002: Nach 24 Jahren indonesischer Besetzung und drei Jahren Verwaltung durch die Vereinten Nationen wird Osttimor als „Republica Democratica de Timor-Leste“ in die Unabhängigkeit entlassen.
- 2015: Der sogenannte Islamische Staat erobert die antike Ruinenstadt Palmyra und beginnt mit großflächigen Zerstörungen und Plünderungen.
- 2022: Russische offizielle Stellen melden die vollständige Einnahme der ukrainischen Großstadt Mariupol, die in den vorangegangenen Kämpfen fast vollständig zerstört wurde.

### Wirtschaft
- 1873: Der Stoffhändler Levi Strauss und der Schneider Jacob Davis lassen gemeinsam genietete Hosen aus Denim-Stoff patentieren, die sogenannten Jeans.
- 1939: Die US-amerikanische Fluggesellschaft Pan Am richtet eine regelmäßige Flugverbindung nach Europa ein. Mit einem luxuriös ausgestatteten Flugboot des Typs Boeing 314 fliegt sie von New York City über Lissabon nach Marseille.
- 1946: Auf Befehl der SMAD wird endgültig das Mitteldeutsche Braunkohlen-Syndikat aufgelöst.

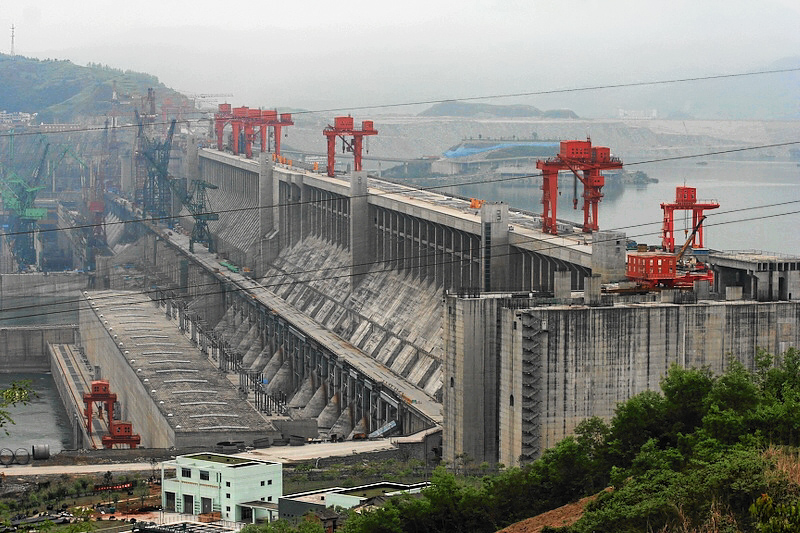
2006: Drei-Schluchten-Talsperre am Ende der Bauphase

- 2006: In der Provinz Hubei in China erfolgt die Inbetriebnahme der Drei-Schluchten-Talsperre und damit mit einer Aufstauung von 39,3 Milliarden m³ Wasser einer der größten Talsperren der Erde. Der Stausee entsteht im Bereich der berühmten drei Schluchten Qutang, Wu und Xiling. Das Projekt wird vom chinesischen Unternehmen China Yangtze Power betrieben und verantwortet.

### Wissenschaft und Technik
- 1293: König Sancho IV. schafft das Studium generale im Königreich Kastilien. 1499 wird das Studium generale in eine Universität umgewandelt und damit die Universität Complutense in Alcalá de Henares gegründet.

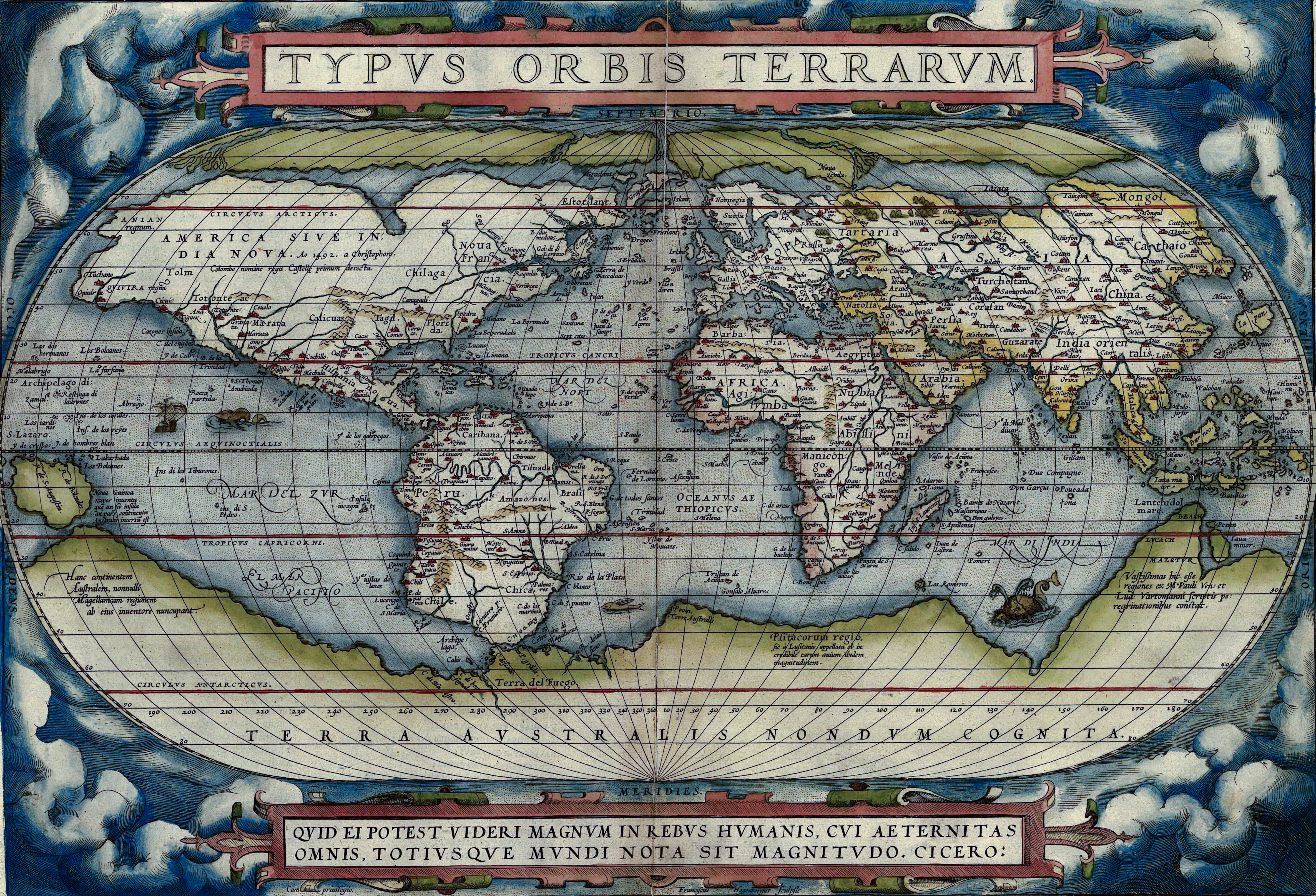
1570: Theatrum Orbis Terrarum

- 1570: Der flämische Geograph Abraham Ortelius veröffentlicht in Antwerpen das Theatrum Orbis Terrarum, den ersten modernen Atlas.
- 1916: Ernest Shackleton, Thomas Crean und Frank Worsley erreichen Stromness und beenden so die erste Durchquerung von Südgeorgien.
- 1927: Die Chinesisch-Schwedische Expedition bricht unter der Leitung von Sven Hedin von Peking aus nach Westen auf. Die „Wandernde Universität“ wird bis 1935 die meteorologischen, topographischen und prähistorischen Gegebenheiten in der Mongolei, der Wüste Gobi und Xinjiang untersuchen.

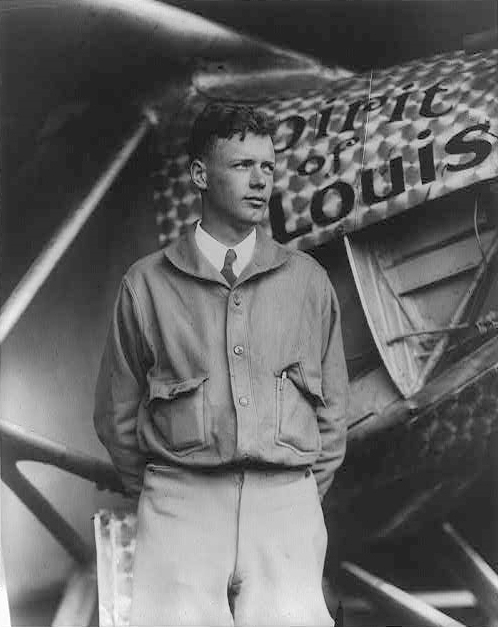
1927: Lindbergh vor der Spirit of St. Louis

- 1927: Charles Lindbergh startet mit seinem Flugzeug Spirit of St. Louis vom Roosevelt-Flugplatz in New York zur ersten Alleinüberquerung des Atlantiks.
- 1932: Amelia Earhart startet von Neufundland aus als erste Frau zu einer Alleinüberquerung des Atlantiks mit einem Flugzeug.
- 1965: In der färöischen Hauptstadt Tórshavn wird die Academia Færoensis gegründet, die nationale Universität.

1983: Aufbau des HI-Virions

- 1983: Luc Montagnier und Françoise Barré-Sinoussi vom Institut Pasteur in Paris veröffentlichen erstmals eine Beschreibung des Humanen Immundefizienz-Virus (HIV), des Auslösers der Immunschwächekrankheit AIDS. In derselben Ausgabe des Journals Science veröffentlicht der US-Amerikaner Robert Gallo, der Leiter des Tumorvirus-Labors am National Institutes of Health (NIH), ebenfalls die Entdeckung eines Virus, das seiner Meinung nach AIDS auslösen könnte. Er beschreibt in dieser Veröffentlichung jedoch die Isolierung von Humanen T-Zell-Leukämie-Viren Typ I (HTLV-1).
- 2019: Nach Beschlüssen der 26. Generalkonferenz für Maß und Gewicht tritt eine grundlegende Reform des Internationalen Einheitensystems in Kraft. Alle Maßeinheiten werden nun durch sieben physikalische Konstanten definiert, denen feste Zahlenwerte zugewiesen wurden. Zwischen Basiseinheiten und abgeleiteten Einheiten gibt es keinen prinzipiellen Unterschied mehr.

### Kultur

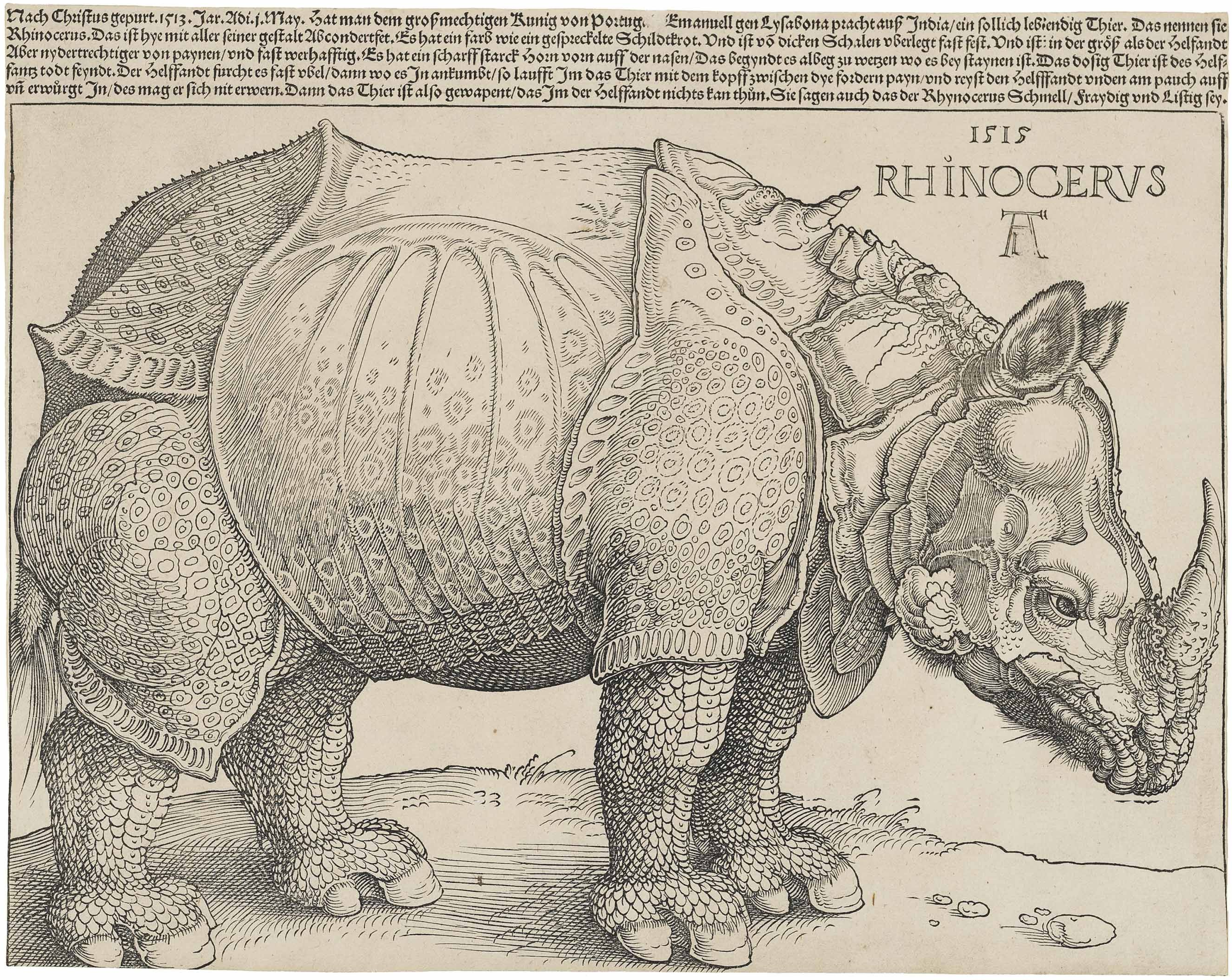
1515: Rhinocerus

- 1515: Erstmals seit dem 3. Jahrhundert setzt in Lissabon ein Nashorn seinen Fuß auf europäischen Boden. Albrecht Dürer setzt dem Tier im gleichen Jahr mit seinem Holzschnitt Rhinocerus ein Denkmal.
- 1721: Die Oper L’odio e l’amore, auch Ciro, Cyrus oder Odio ed amore, von Giovanni Bononcini hat ihre Uraufführung am King’s Theatre in London.
- 1839: Die Oper Die Regenbrüder von Ignaz Lachner wird in Stuttgart uraufgeführt.
- 1866: Die Uraufführung der Oper Astorga von Johann Joseph Abert findet im Hoftheater Stuttgart statt.
- 1874: In Budapest erfolgt die Uraufführung der Oper Brankovics György von Ferenc Erkel.

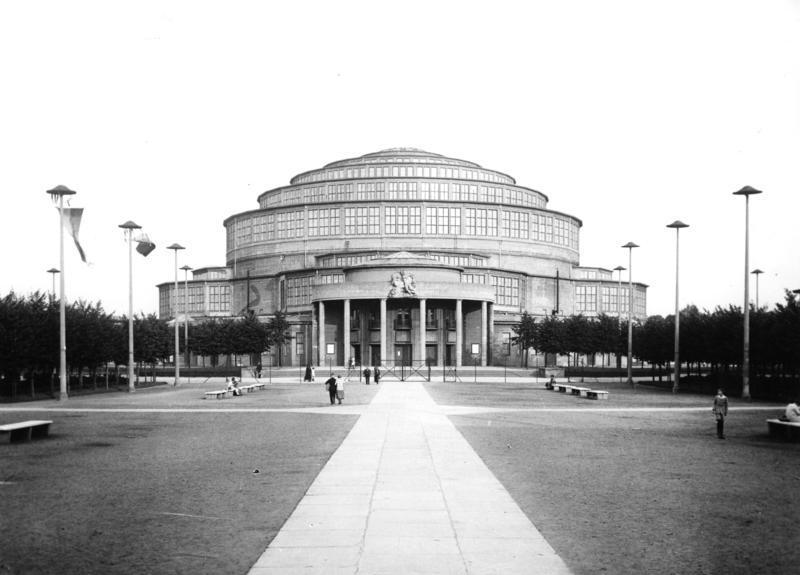
1913: Jahrhunderthalle Breslau

- 1913: In Breslau wird die nach einem Entwurf von Max Berg erbaute Jahrhunderthalle eröffnet.
- 1933: Die Oper Merry Mount von Howard Hanson nach Nathaniel Hawthornes Werk The Maypole of Merry Mount wird in Ann Arbor uraufgeführt.
- 1960: Der Film La Dolce Vita (Das süße Leben) des italienischen Regisseurs Federico Fellini erhält bei den Internationalen Filmfestspielen in Cannes die Goldene Palme. Schauspielerin Anita Ekberg wird mit der Filmszene im römischen Trevi-Brunnen populär.
- 1961: Die Uraufführung der Oper Elegie für junge Liebende von Hans Werner Henze erfolgt am Schlosstheater in Schwetzingen, Baden.
- 1970: Der Musikfilm Let It Be mit der britischen Band The Beatles hat in Großbritannien seine Welturaufführung.

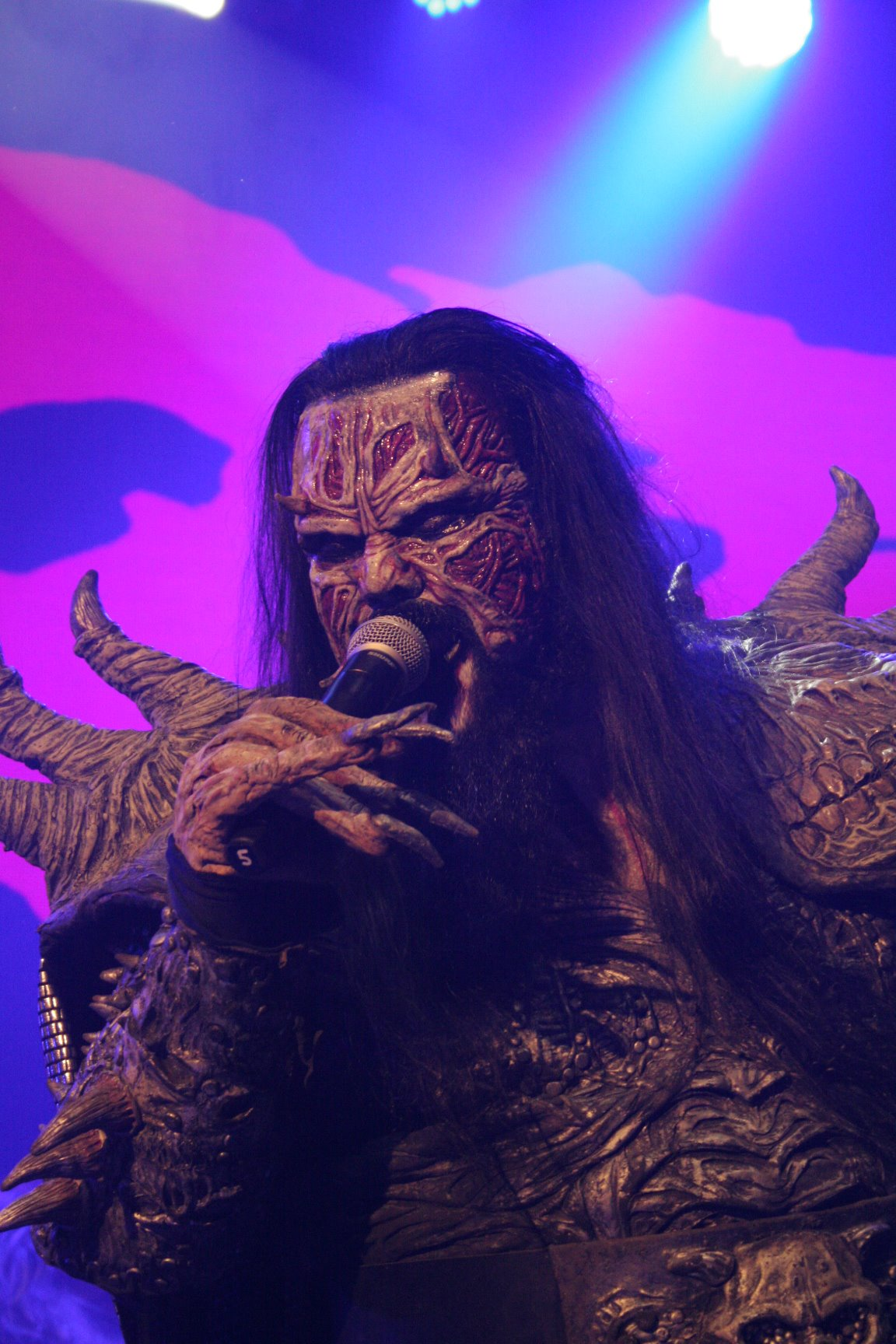
2006: Sänger von Lordi

- 2006: Die Hard-Rock-Formation Lordi gewinnt in Athen als erste finnische Band den Eurovision Song Contest 2006.
- 2012: Michael Hanekes Spielfilm Liebe wird bei den 65. Filmfestspielen von Cannes uraufgeführt.

### Gesellschaft
- 1992: Nach einer Wiederaufnahme des Verfahrens wird der Täter im Kreuzworträtselmord erneut zur rechtlich möglichen Höchststrafe – diesmal nach bundesdeutschem Recht zehn Jahre Jugendstrafe mit anschließender psychiatrischer Einweisung – verurteilt. Die Tat konnte nach der weltweit umfassendsten Schriftvergleichung in der DDR der 1980er Jahre geklärt werden.
- 2010: Aus dem Musée d’art moderne de la Ville de Paris werden von einem unbekannten Einbrecher insgesamt fünf Gemälde der Maler Georges Braque, Pablo Picasso, Amedeo Modigliani, Henri Matisse und Fernand Léger im Gesamtwert von mindestens 50 Millionen Euro gestohlen. Ihr Verbleib ist unklar.

### Religion
- 0325: Von Kaiser Konstantin I. zur Klärung des Arianischen Streits einberufen nimmt das Erste Konzil von Nicäa offiziell seine Arbeit auf.
- 1859: In Berlin wird die Grundsteinlegung für die Neue Synagoge gefeiert.

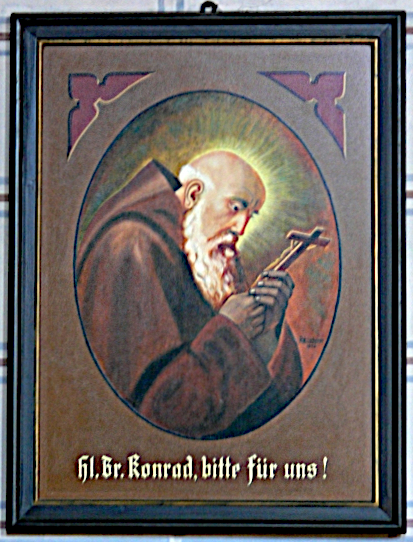
1934: Bruder Konrad

- 1934: Konrad von Parzham, bürgerlich Johann Birndorfer, Laienbruder des Kapuzinerordens, wird von Papst Pius XI. heiliggesprochen.
- 1955: In Argentinien wird die römisch-katholische Konfession als Staatsreligion abgeschafft.

### Katastrophen
- 0526: Einem Erdbeben in Antiochia und Syrien fallen laut Angaben des Historikers Johannes Malalas bis zu 250.000 Menschen zum Opfer.
- 1202: Ein Erdbeben, von dem der gesamte östliche Mittelmeerraum und der Nahe Osten betroffen ist, kostet über 100.000 Menschen das Leben.
- 1515: Der nach dem Bergsturz Buzza di Biasca entstandene Gerölldamm bricht unter dem Druck von Wassermassen eines vom Brenno gebildeten Sees. Die Überschwemmung erreicht die Magadinoebene sowie den Lago Maggiore und zerstört die Infrastruktur im oberen Tessin nachhaltig.

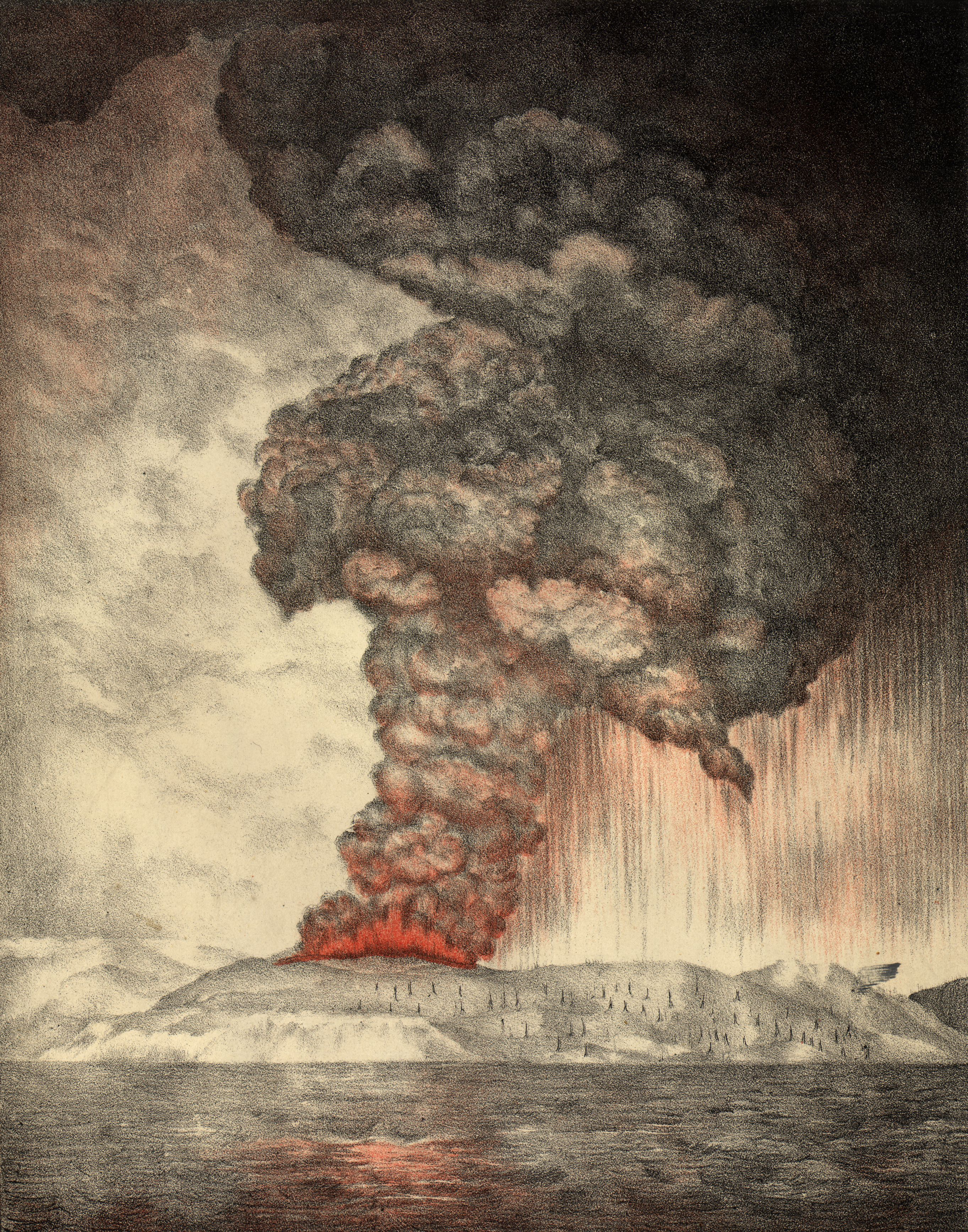
1883: Lithografie des Vulkanausbruchs Krakatau

- 1883: Nach jahrhundertelangem Stillstand kommt es auf der zwischen Sumatra und Java gelegenen Vulkaninsel Krakatau zu einer ersten kleinen Eruption. In den Folgemonaten kommt es immer wieder zu Ausbrüchen, bis es am 27. August zu einem der katastrophalsten Vulkanausbrüche der Geschichte kommt.

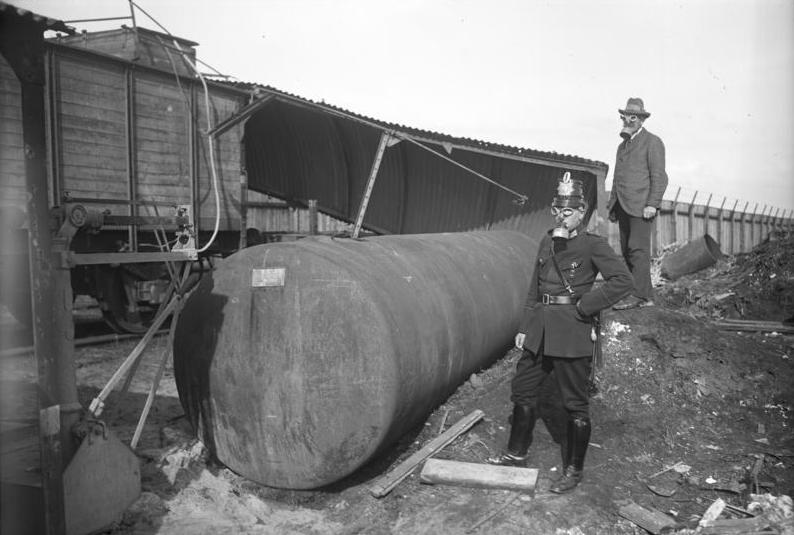
1928: Der Kesselwagen der Firma Stoltzenberg

- 1928: In der von Hugo Stoltzenberg gegründeten Chemischen Fabrik Stoltzenberg in Hamburg kommt es zu einem Giftgasunglück durch austretendes Phosgen aus einem Kesselwagen. 10 Menschen kommen ums Leben, etwa 300 erkranken in der Folge.
- 1965: Eine pakistanische Boeing 720B stürzt beim Landeanflug auf Kairo ab. 121 der 127 Menschen an Bord kommen ums Leben.

Kleinere Unglücksfälle sind in den Unterartikeln von Katastrophe und in der Liste von Katastrophen aufgeführt.

### Sport
Einträge von Leichtathletik-Weltrekorden befinden sich unter der jeweiligen Disziplin unter Leichtathletik.

## Geboren

### Vor dem 18. Jahrhundert
- 0635: K’inich Kan Bahlam II., Herrscher (Ajaw) der Maya-Stadt Palenque
- 1177: Thomas I., Graf von Savoyen
- 1315: Jutta von Luxemburg, Frau des französischen Königs Johann II.

Pietro Bembo (* 1470)

- 1470: Pietro Bembo, italienischer Humanist
- 1537: Girolamo Fabrizio (auch: Hieronymus Fabricius), italienischer Anatom und Begründer der modernen Embryologie
- 1582: Georg von der Wense, deutscher Verwaltungsbeamter
- 1593: Salomo Glassius, deutscher lutherischer Theologe
- 1659: Andreas Schlüter, preußischer Architekt und Bildhauer
- 1663: Johann Balthasar Lauterbach, deutscher Mathematiker, Architekt und herzoglich-braunschweigischer Landbaumeister
- 1669: Thomas Haffenecker, Tiroler Baumeister des Barocks
- 1671: Emanuel Lebrecht, Fürst von Anhalt-Köthen
- 1677: Johann Joachim Kretzschmar, deutscher Bildhauer
- 1696: Johann Michael Beer von Bildstein, österreichischer Architekt

### 18. Jahrhundert
- 1706: Seth Pomeroy, britischer/amerikanischer Waffenschmied und General
- 1715: Franz Huberti, deutscher Geistlicher, Pädagoge und Astronom
- 1722: Bernardo Bellotto, italienischer Maler
- 1726: Gabriel François Doyen, französischer Maler
- 1743: Toussaint Louverture, haitianischer Revolutionär, Politiker und Nationalheld
- 1746: Andreas Berlin, schwedischer Botaniker
- 1754: Elisa von der Recke, deutsch-polnische Dichterin
- 1759: William Thornton, Architekt des Kapitols in Washington, D. C.
- 1763: William Wellesley-Pole, irisch-britischer Marineoffizier, Politiker, Münzmeister und Generalpostmeister

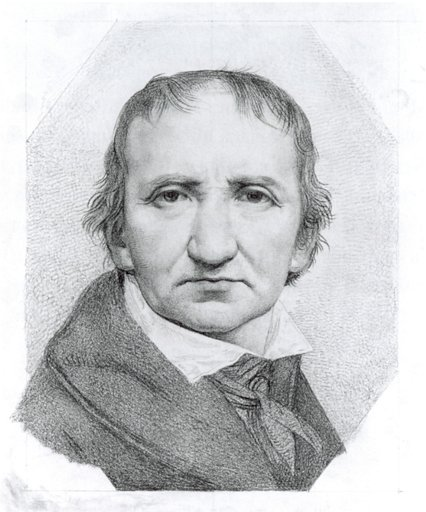
Johann Gottfried Schadow (* 1764)

- 1764: Johann Gottfried Schadow, preußischer Bildhauer (Quadriga auf dem Brandenburger Tor)
- 1770: Anna Emilie, Prinzessin von Anhalt-Köthen und Erbin der Standesherrschaft Pleß
- 1772: William Congreve, britischer Artillerist, Ingenieur und Raketentechniker
- 1780: Bernardino Rivadavia, argentinischer Staatsmann und erster Präsident
- 1799: Honoré de Balzac, französischer Schriftsteller
- 1799: Hippolyte de Fontmichel, französischer Komponist
- 1799: Friedrich Wilhelm Schubert, deutscher Historiker und Staatskundler
- 1800: Adelaide Tosi, italienische Opernsängerin

### 19. Jahrhundert

#### 1801–1850
- 1802: Emma von Anhalt-Bernburg-Schaumburg-Hoym, Fürstin zu Waldeck und Pyrmont
- 1804: Basil Ferdinand Curti, Schweizer Jurist und Politiker
- 1805: Michael Aigner, österreichischer Kupferstecher

Georg Gottfried Gervinus (* 1805)

- 1805: Georg Gottfried Gervinus, deutscher Historiker und Politiker
- 1806: John Stuart Mill, englischer Philosoph und Ökonom
- 1809: Johann Christian Hackenschmidt, deutscher Korbmacher und Schriftsteller
- 1811: Alfred Domett, neuseeländischer Premierminister
- 1811: Ernst Methfessel, deutscher Komponist
- 1812: Gustaf Adolf Mankell, schwedischer Organist und Komponist
- 1815: Alojz Ipavec, slowenischer Komponist
- 1817: Edward Armitage, englischer Historienmaler
- 1818: Jens Christian Hostrup, dänischer Schriftsteller
- 1822: Aristide Hignard, französischer Komponist

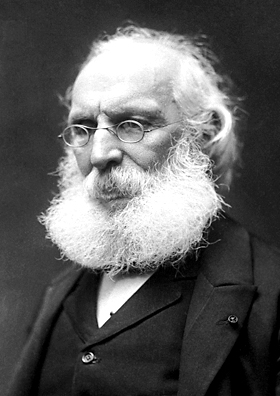
Frédéric Passy (* 1822)

- 1822: Frédéric Passy, französischer Politiker und Humanist, genannt Apostel des Friedens, erster Friedensnobelpreisträger
- 1825: Antoinette Brown Blackwell, erste ordinierte Pastorin der Vereinigten Staaten
- 1829: Victor Langlois, französischer Orientalist
- 1830: Amalia, Prinzessin von Sachsen-Weimar-Eisenach, Herzogin zu Sachsen und Prinzessin der Niederlande
- 1830: Hector Malot, französischer Schriftsteller
- 1830: Iwan von Müller, deutscher Altphilologe
- 1832: Charles Aitchison, britischer Kolonialbeamter
- 1832: Garretson W. Gibson, liberianischer Präsident
- 1834: Albert Niemann, deutscher Chemiker

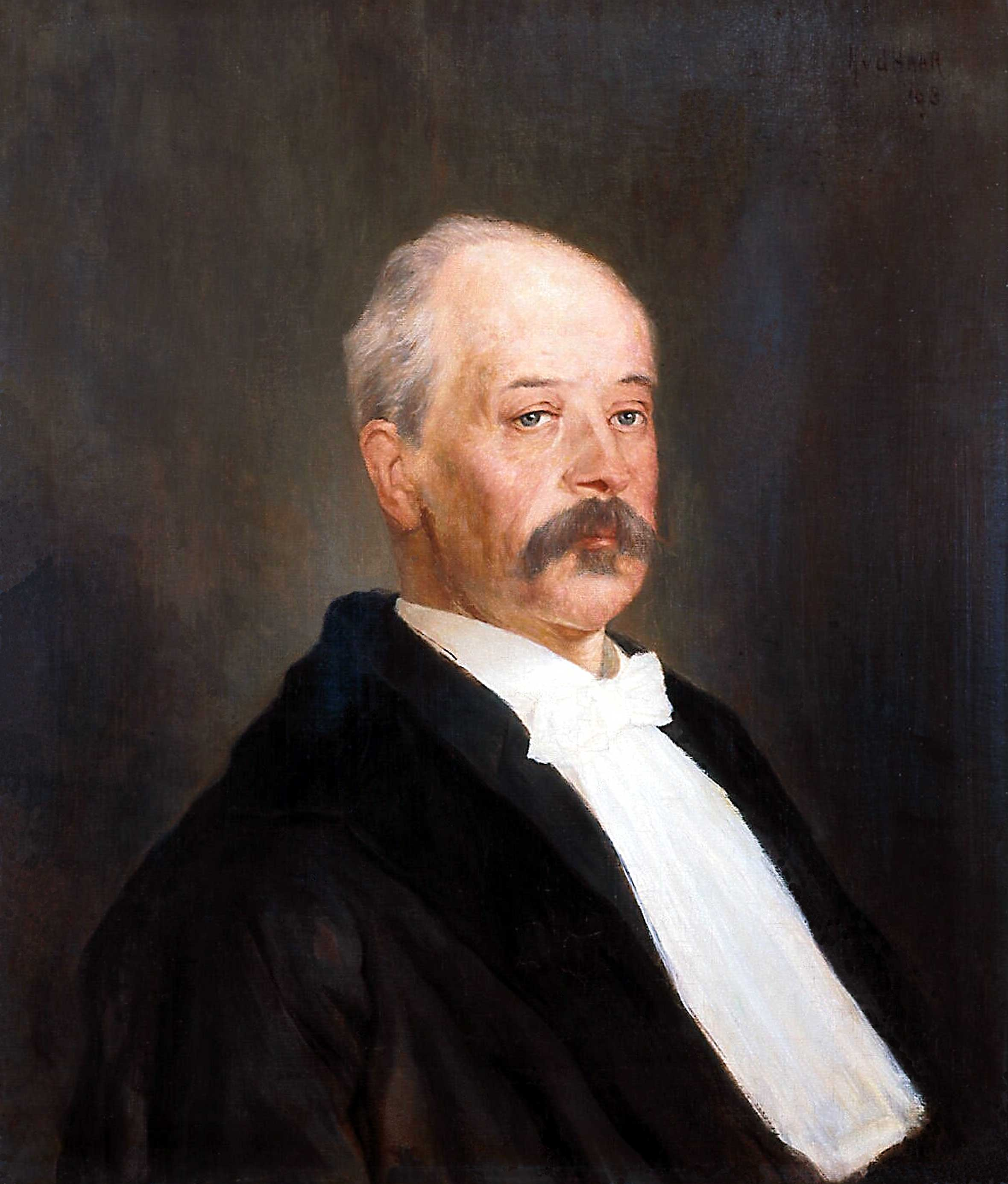
Henri Ernest Moltzer (* 1836)

- 1836: Henri Ernest Moltzer, niederländischer Niederlandist und Literaturwissenschaftler
- 1838: Félix Jules Méline, französischer Politiker und Premierminister
- 1843: Emil Adam, deutscher Maler
- 1843: Louis de Diesbach, Schweizer Landwirt und Politiker
- 1846: Carl Börger, deutscher Orgelbauer
- 1849: Georg Bötticher, deutscher Grafiker und Schriftsteller
- 1850: Joseph H. Acklen, US-amerikanischer Politiker
- 1850: Johann Friedrich Bernd von Arnim, preußischer Staats- und Landwirtschaftsminister

#### 1851–1900

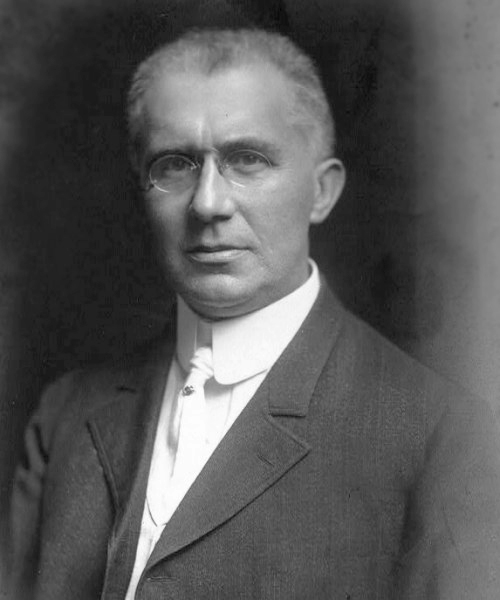
Emil Berliner (* 1851)

- 1851: Emil Berliner, gilt als Erfinder der Schallplatte und des Grammophons
- 1852: Louis Artaud, französischer Politiker
- 1852: Leo Cederholm, preußischer Offizier
- 1854: William Miller, schottischer Fußballspieler
- 1856: Henri Edmond Cross, französischer Maler
- 1856: Helen Hopekirk, US-amerikanische Pianistin, Komponistin und Musikpädagogin schottischer Herkunft
- 1858: Emma Adler, österreichische Journalistin und Schriftstellerin
- 1860: Eduard Buchner, deutscher Chemiker, Nobelpreisträger
- 1864: Willibald Siemann, deutscher Orgelbauer
- 1865: Clara Eliza Smith, US-amerikanische Mathematikerin
- 1868ː Clara Forstenheim, österreichische Schriftstellerin, Lyrikerin und Feuilletonistin
- 1870: Otto Kellerhals, Schweizer Justizvollzugsbeamter
- 1871: Frieda Mehler, deutsche Dichterin und Kinderbuchautorin, Opfer der Shoah
- 1872ː Wivi Lönn, finnische Architektin
- 1872: Albert Steinrück, deutscher Schauspieler
- 1874: Alfred Dehlinger, württembergischer Politiker
- 1875: Amalie von Oldenburg, Königin von Griechenland, Herzogin von Oldenburg
- 1876: Fritz Flinte, deutscher Maler
- 1876: Johann Wilhelm Ganglberger, österreichischer Musiker und Komponist
- 1878: Karl Komzák (Enkel), österreichischer Komponist und Kapellmeister
- 1882: Władysław Sikorski, polnischer Oberbefehlshaber und Ministerpräsident

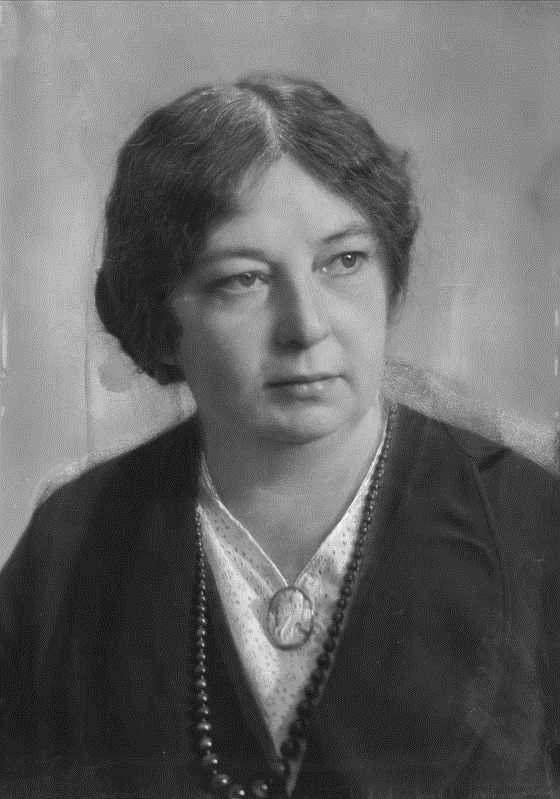
Sigrid Undset (* 1882)

- 1882: Sigrid Undset, norwegische Schriftstellerin und Nobelpreisträgerin
- 1883: Faisal I., König des Irak
- 1883: Jan Kašpar, tschechischer Ingenieur und erster tschechischer Flugzeugkonstrukteur und Pilot
- 1883: Nicolaus Wendelin Schmidt, deutscher Bildhauer
- 1884: Friedrich Schumacher, deutscher Geologe, Mineraloge und Professor
- 1885: Alexander Löhr, österreichischer Offizier in der deutschen Luftwaffe, Kriegsverbrecher
- 1886: John Jacob Astor, 1. Baron Astor of Hever, britischer Adeliger
- 1886: Takamura Chieko, japanische Malerin und Dichterin.
- 1886: Ali Sami Yen, türkischer Fußballtrainer und Sportfunktionär, Gründer des Sportvereins Galatasaray Spor Kulübü
- 1887: Bebe Brătianu, rumänischer Politiker
- 1888: Theodor Ankermann, deutscher Gewerkschafter und Politiker
- 1888: Mannes Francken, niederländischer Fußballspieler
- 1890: Giuseppe Agostini, kanadischer Dirigent und Komponist
- 1891: Abel Smeets, französischer Automobilrennfahrer
- 1892: Harry J. Anslinger, US-amerikanischer Diplomat
- 1893: Ásmundur Sveinsson, isländischer Bildhauer
- 1894: Ewa Bandrowska-Turska, polnische Sängerin und Musikpädagogin
- 1894: Robert Katscher, österreichischer Komponist und Liedtextschreiber

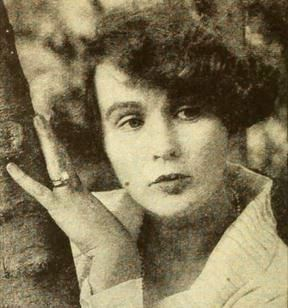
Adela Rogers St. Johns (* 1894)

- 1894: Adela Rogers St. Johns, US-amerikanische Journalistin, Schriftstellerin und Drehbuchautorin
- 1894: Estelle Taylor, US-amerikanische Schauspielerin
- 1894: Bernard Abraham van Groningen, niederländischer Gräzist und Papyrologe
- 1899: Paul Kemp, deutscher Schauspieler und Charakterkomiker
- 1900: Erika Cremer, deutsche Physikochemikerin
- 1900: Karl Eschenburg, deutscher Fotograf
- 1900: Hans Sprung, deutscher Motorradrennfahrer

### 20. Jahrhundert

#### 1901–1925

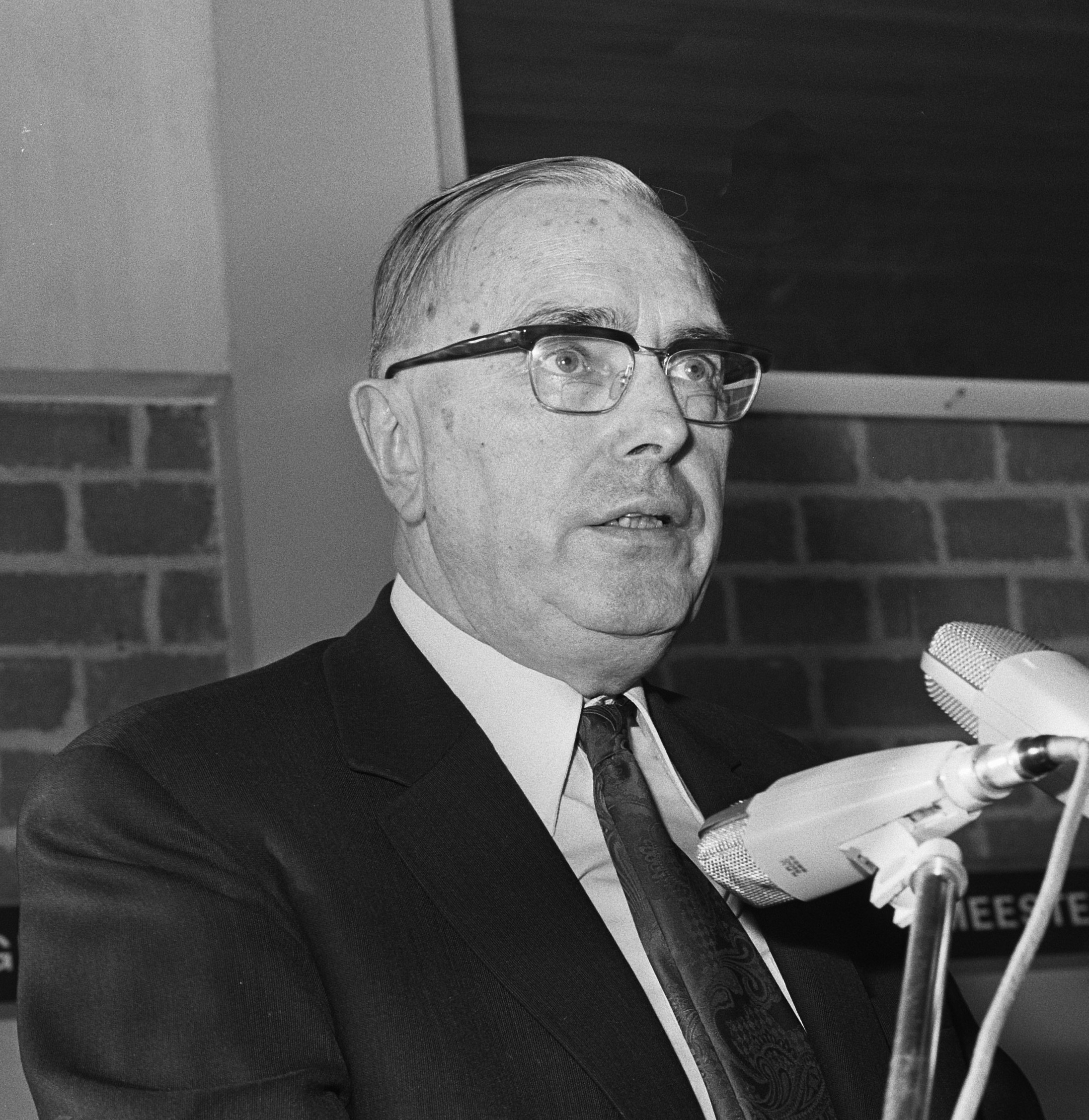
Maw Euwe (* 1901)

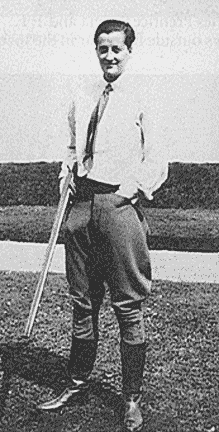
Valentine Ackland (* 1906)

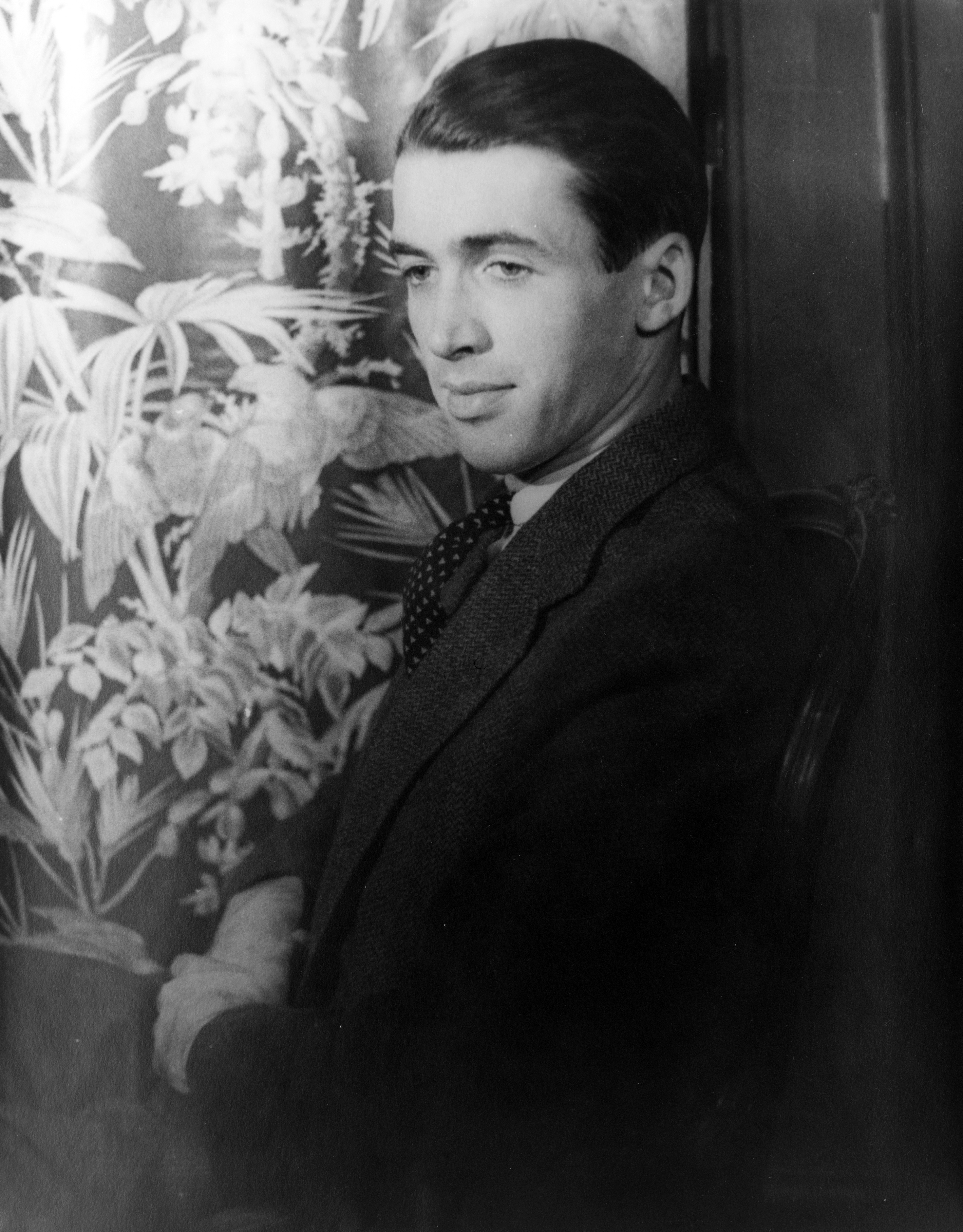
James Stewart (* 1908)

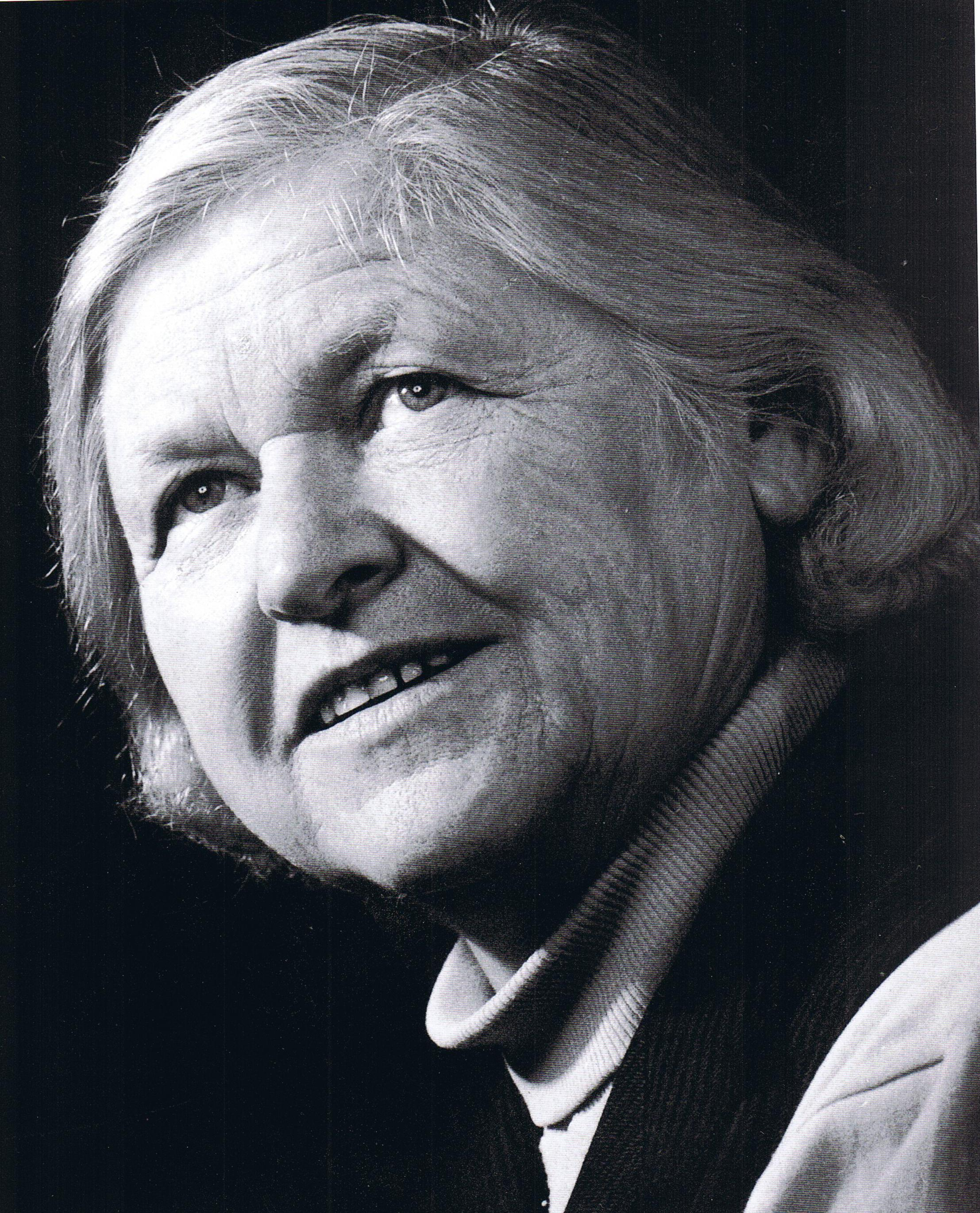
Margret Hofheinz-Döring (* 1910)

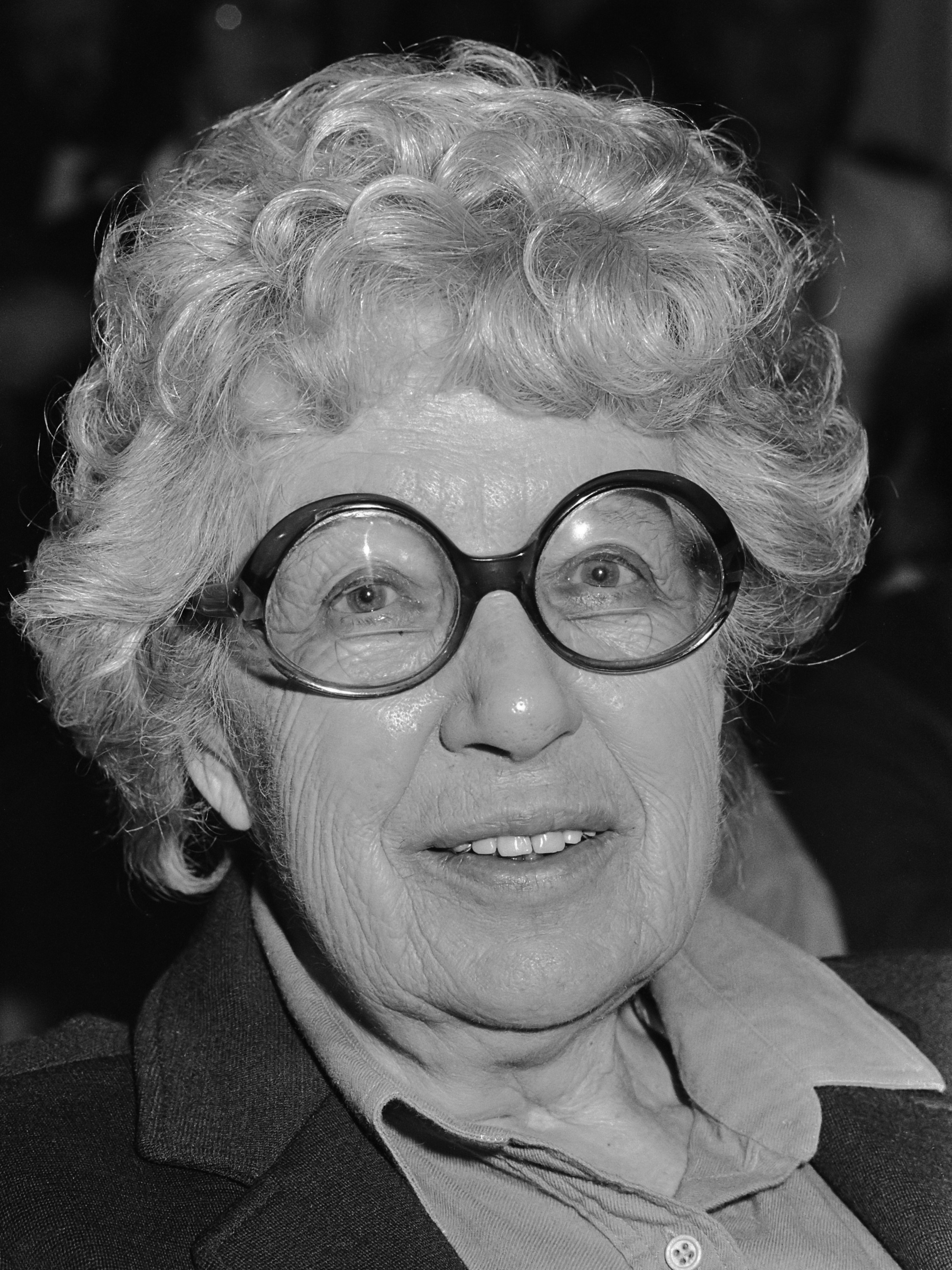
Annie M.G. Schmidt (* 1911)

- 1901: Max Euwe, niederländischer Schachweltmeister
- 1901: Otto Waldis, österreichischer Schauspieler
- 1902: Helmuth Domizlaff, deutscher Antiquar
- 1903: Jerzy Fitelberg, polnischer Komponist
- 1904: Margery Allingham, britische Krimi-Autorin
- 1904ː Judith Stolzer-Segall, deutsche Architektin
- 1904: Nagai Tatsuo, japanischer Schriftsteller
- 1904: Hedda Zinner, deutsche Schriftstellerin, Schauspielerin
- 1905: Gerrit Achterberg, niederländischer Dichter
- 1905: Manuel Dicenta, spanischer Schauspieler
- 1906: Valentine Ackland, britische Dichterin
- 1906: Ellen Auerbach, deutsch-US-amerikanische Fotokünstlerin
- 1906: Giuseppe Siri, italienischer Geistlicher, Erzbischof von Genua
- 1907: El Hajj Muhammad El Anka, algerischer Sänger und Komponist
- 1907: Franz Jägerstätter, österreichischer Landwirt, Kriegsdienstverweigerer im Zweiten Weltkrieg
- 1908: Karel De Schrijver, belgischer Komponist, Dirigent und Musikwissenschaftler
- 1908: James Stewart, US-amerikanischer Filmschauspieler
- 1909: Erich Kunz, österreichischer Opernsänger
- 1909: Pierre Nicole, Schweizer Journalist und Politiker
- 1910: Margret Hofheinz-Döring, deutsche Malerin
- 1911: Norbert Aresin, deutscher Mediziner
- 1911: Annie M. G. Schmidt, niederländische Schriftstellerin
- 1912: Nereo Rocco, italienischer Fußballspieler und -trainer
- 1912: Wilfrid Sellars, US-amerikanischer Philosoph
- 1913: Heiner Grimm, deutscher Maler
- 1913: Isolde Oschmann, Parteifunktionärin der DDR
- 1913: Vitautus Alphonsus „Vito“ Paulekas, US-amerikanischer Künstler und Lebenskünstler
- 1913: Isaak Jakowlewitsch Pomerantschuk, russischer Physiker
- 1914: Hans-Gerd Fröhlich, deutscher Vertriebenenpolitiker, MdB
- 1914: Hermann Götz, deutscher Politiker, MdB

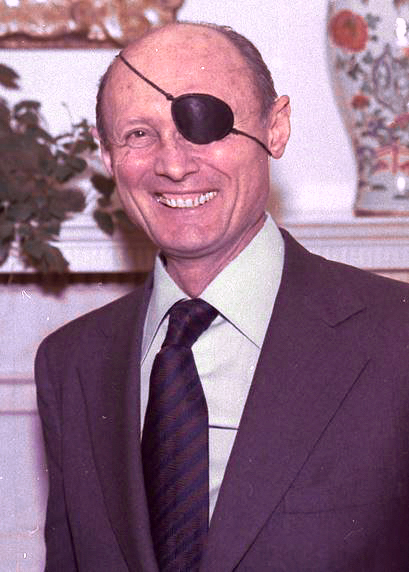
Mosche Dajan (* 1915)

- 1915: Mosche Dajan, israelischer General und Politiker
- 1916: Luise Ermisch, Kandidatin des Politbüros des ZK der SED
- 1916: Carl Malsch, deutscher evangelischer Pastor
- 1916: Trebisonda Valla, italienische Leichtathletin, Olympiasiegerin
- 1918: Alexandra Illmer Forsythe, US-amerikanische Informatikerin
- 1918: Edward B. Lewis, US-amerikanischer Genetiker, Nobelpreisträger
- 1919: Gerhard Barkhorn, deutscher Jagdflieger im Zweiten Weltkrieg
- 1919: Irmgard Heilmann, deutsche Schriftstellerin
- 1920: Hal Anger, US-amerikanischer Elektroingenieur und Biophysiker
- 1920: Philippe Boutros Chebaya, libanesischer Bischof
- 1921: Erwin Andrä, deutscher Formgestalter, Hochschulrektor und stellvertretender Vorsitzender des Verbandes Bildender Künstler der DDR
- 1921: Wolfgang Borchert, deutscher Schriftsteller und Bühnendichter
- 1921: Aldo Gordini, französischer Automobilrennfahrer
- 1921: Hal Newhouser, US-amerikanischer Baseballspieler
- 1923: Peter Steinforth, deutscher Maler
- 1923: Ludmila Ulehla, US-amerikanische Komponistin, Musikpädagogin und Autorin
- 1924: Otto Häuser, deutscher Schriftsteller
- 1924: Manfred Kujawski, deutscher Setdesigner, Modellbauer und Formgestalter
- 1924: Aida Mitsuo, japanischer Dichter und Kalligraph
- 1925: Horst Alisch, deutscher Karikaturist und Comic-Zeichner
- 1925ː Irene Aloisi, italienische Schauspielerin
- 1925: Emy Storm, schwedische Schauspielerin

#### 1926–1950
- 1926: Klaus Lindemann, deutscher Grafiker
- 1926: Bob Sweikert, US-amerikanischer Automobilrennfahrer

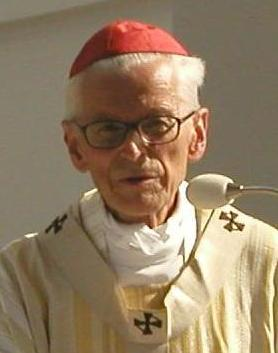
Franciszek Macharski (* 1927)

- 1927: Franciszek Macharski, Erzbischof von Krakau und Kardinal
- 1928: Al Aronowitz, US-amerikanischer Musikjournalist
- 1928: Keith Ballisat, britischer Automobilrennfahrer
- 1928: Werner Büdeler, deutscher Fernseh-Journalist und Moderator
- 1928: Hans-Otto Kröner, deutscher Klassischer Philologe
- 1929: Werner Heukamp, deutscher katholischer Pfarrer, Heimatforscher und Autor
- 1929: Rosemarie Myrdal, US-amerikanische Politikerin
- 1929: Charles Tilly, US-amerikanischer Historiker, Politologe und Soziologe
- 1930: Theo Peer, österreichischer Pianist, ORF-Redakteur und Kabarettist
- 1932: Nazyl Báez Finol, venezolanische Komponistin, Dirigentin und Musikpädagogin
- 1935: Dino Saluzzi, argentinischer Bandoneonspieler und Komponist
- 1936: Heinz Dehne, deutscher Chemiker und Hochschullehrer
- 1936: Gerhard Paul, deutscher Geistlicher, Autor von Kirchenliedern
- 1936: Anthony Zerbe, US-amerikanischer Schauspieler
- 1937: Iuri Akobia, georgischer Autor
- 1937: Hanna Krall, polnische Schriftstellerin und Journalistin

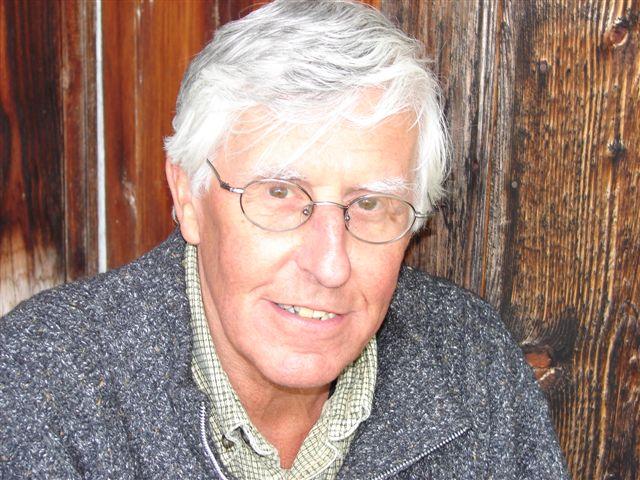
Peter von Matt (* 1937)

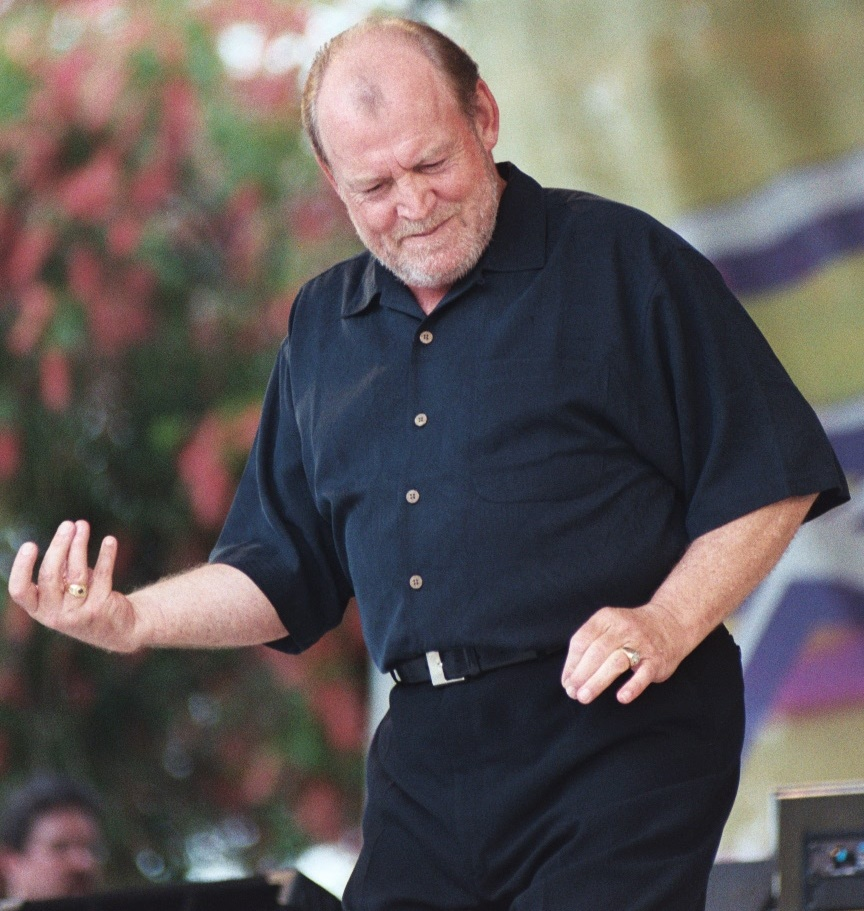
Joe Cocker (* 1944)

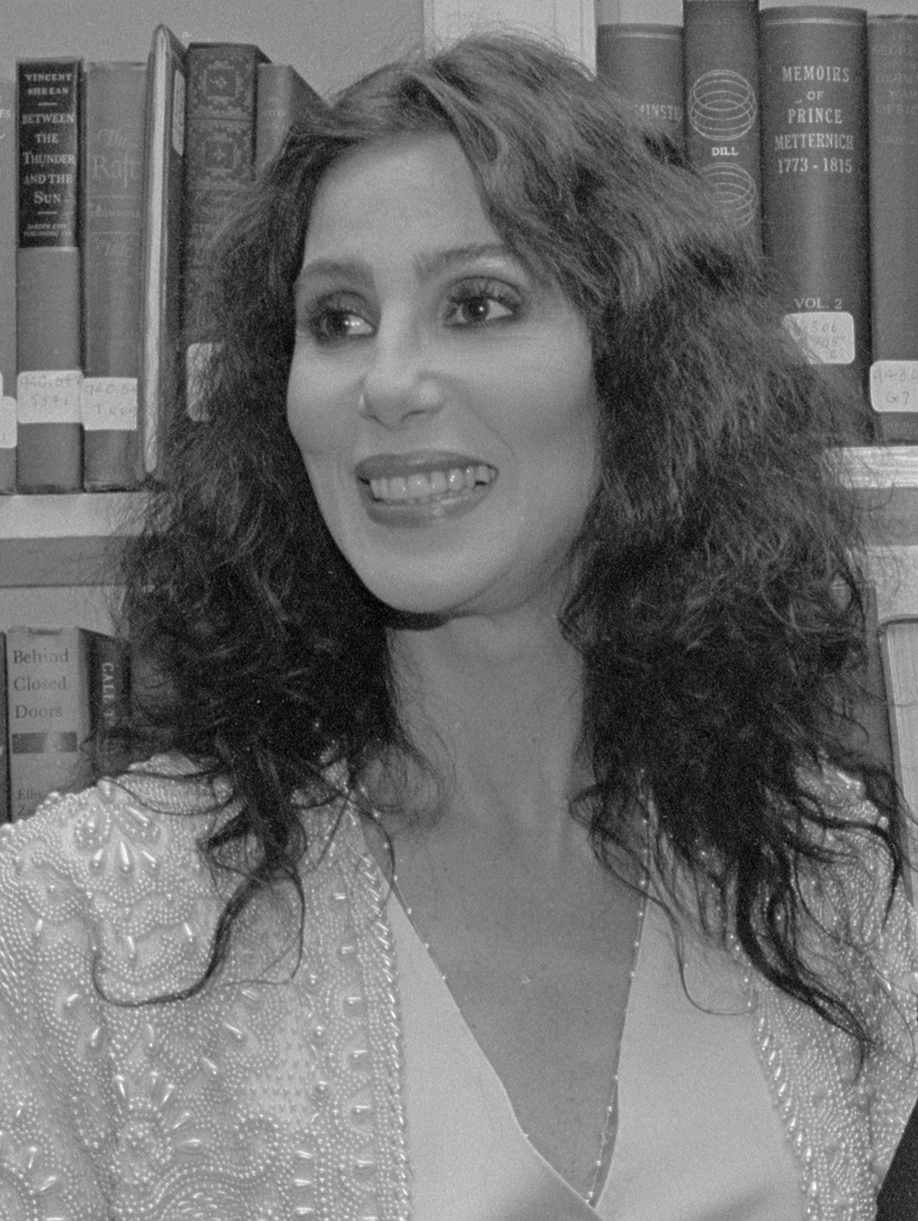
Cher (* 1946)

- 1937: Peter von Matt, Schweizer Germanist
- 1937: Franz Steinkühler, deutscher Gewerkschafter, Vorsitzender der IG Metall
- 1938: Christina Baas-Kaiser, niederländische Eisschnellläuferin
- 1938: Rainer Basedow, deutscher Bühnen- und Filmschauspieler und Kabarettist
- 1938: Hanna Eigel, österreichische Eiskunstläuferin
- 1939: Gerhard Beenders, deutscher Brigadegeneral
- 1939: Roc LaRue, US-amerikanischer Rockabilly-Musiker
- 1940: Moisés Avelino, brasilianischer Arzt, Geschäftsmann und Politiker
- 1940: Frode Thingnæs, norwegischer Jazzmusiker und Komponist
- 1940: Norbert Werbs, deutscher Geistlicher, Weihbischof in Hamburg, Bischofsvikar für Mecklenburg
- 1941: Goh Chok Tong, Premierminister Singapurs
- 1941: Josef Schwarz, deutscher Leichtathlet
- 1941: Peter Sefrin, deutscher Arzt, Persönlichkeit der Notfall- und Katastrophenmedizin
- 1941: Heidi Senger-Weiss, österreichische Logistikunternehmerin
- 1942: Harro Adt, deutscher Botschafter
- 1942: Egon Jüttner, deutscher Politiker, MdB
- 1942: Leroy Kelly, US-amerikanischer American-Football-Spieler
- 1943: Albano Carrisi, italienischer Sänger
- 1944: Josef Benz, Schweizer Bobsportler
- 1944: Marilyn Black, australische Leichtathletin
- 1944: Joe Cocker, britischer Rock- und Blues-Sänger
- 1944: Martin Onnasch, deutscher evangelisch-lutherischer Theologe, Professor für Kirchengeschichte
- 1945: Gabriela Andersen-Schiess, Schweizer Mittel- und Langstreckenläuferin
- 1945: Anton Zeilinger, österreichischer Quantenphysiker
- 1946: Cher, US-amerikanische Sängerin und Schauspielerin
- 1946: Safter Çinar, deutsch-türkischer Gewerkschafter
- 1946: Mario Guilloti, argentinischer Boxer
- 1946: Norbert Hauser, deutscher Politiker
- 1946: Michel Longtin, kanadischer Komponist

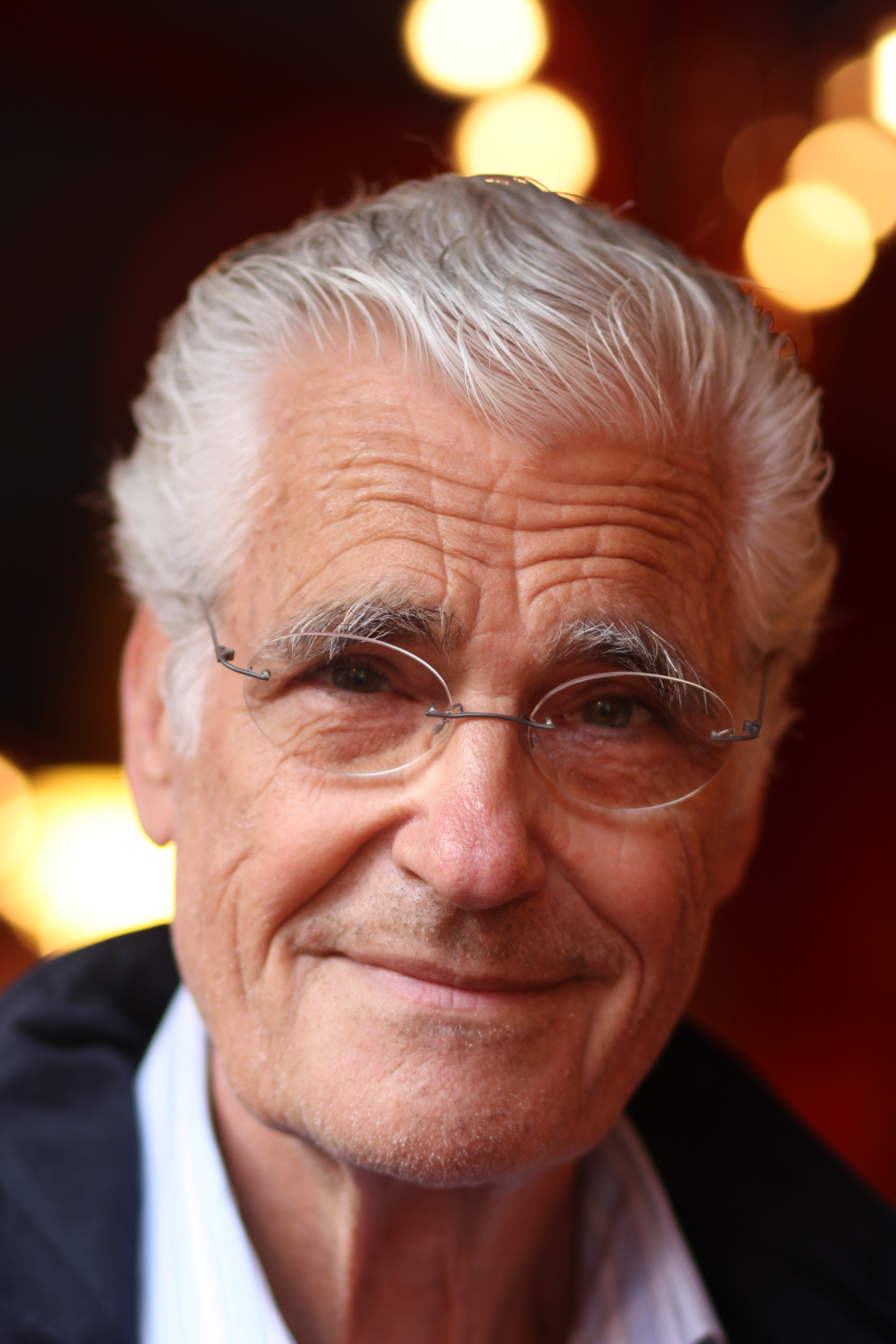
Sky du Mont (* 1947)

- 1947: Sky du Mont, deutscher Schauspieler
- 1947: Jürgen Oppermann, deutscher Unternehmer und Automobilrennfahrer
- 1947: Bernhard Paul, deutscher Clown und Zirkusunternehmer (Circus Roncalli)
- 1947: Klaus Schultz, deutscher Dramaturg und Intendant
- 1948: Jon Amiel, britisch-US-amerikanischer Regisseur und Filmproduzent
- 1948: Gerd Rubenbauer, deutscher Sportreporter und Fernsehmoderator
- 1950: Ray Bellm, britischer Automobilrennfahrer
- 1950: Victor Lewis, US-amerikanischer Jazz-Schlagzeuger

#### 1951–1975

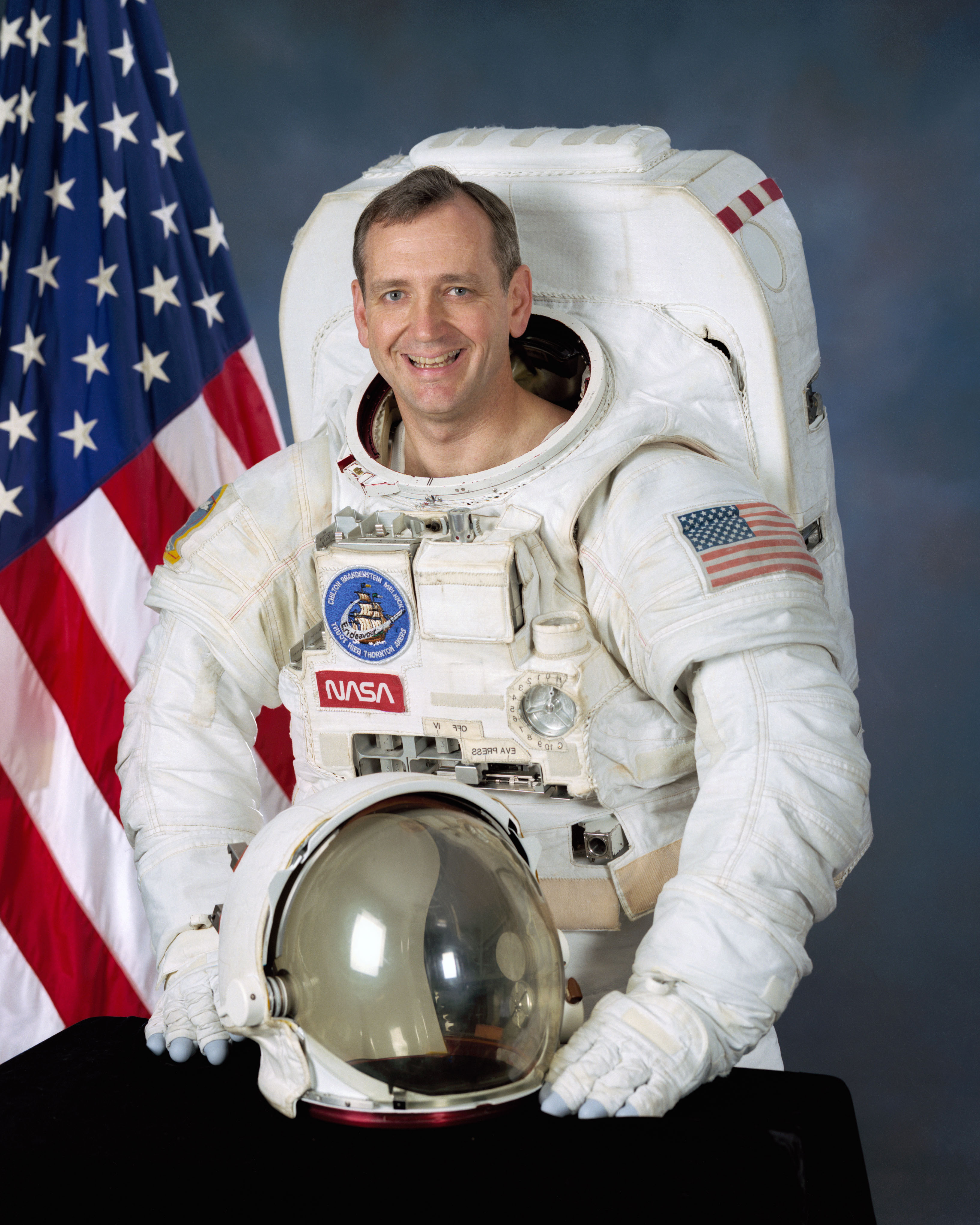
Thomas Dale Akers (* 1951)

- 1951: Thomas Dale Akers, US-amerikanischer Astronaut
- 1951: Astrid Klein, deutsche Künstlerin
- 1952: Roger Milla, kamerunischer Fußballspieler
- 1952: Rick Upchurch, US-amerikanischer American-Football-Spieler
- 1953: Roland Gerber, deutscher Fußballspieler
- 1953: Tato Gomez, deutscher Musikproduzent chilenischer Herkunft
- 1953: Serge Muhmenthaler, Schweizer Fußballspieler und FIFA-Schiedsrichter
- 1954: Esko Aho, finnischer Politiker und Regierungschef
- 1954: Julie Brougham, neuseeländische Dressurreiterin
- 1955: Diego Abatantuono, italienischer Schauspieler und Drehbuchautor
- 1955ː Christine Conix, belgische Architektin
- 1955: Christa Reichard, deutsche Politikerin, MdB
- 1955: Zbigniew Preisner, polnischer Komponist
- 1956: Boris Akunin, russischer Autor von Kriminalromanen
- 1956: Ingvar Ambjørnsen, Schriftsteller
- 1956: Andreas Moser, Schweizer Tierfilmer und Fernsehmoderator
- 1956: Tomáš Šmíd, tschechischer Tennisspieler
- 1957: Segenet Kelemu, äthiopische Phytopathologin
- 1957: Ernst Palmberger, deutscher Unternehmer und Automobilrennfahrer
- 1957: Mike Van Audenhove, Comiczeichner
- 1958: Hildegard Schroedter, deutsche Schauspielerin
- 1959: Marianne Curley, australische Jugendbuchautorin
- 1959: Israel Kamakawiwoʻole, hawaiischer Musiker

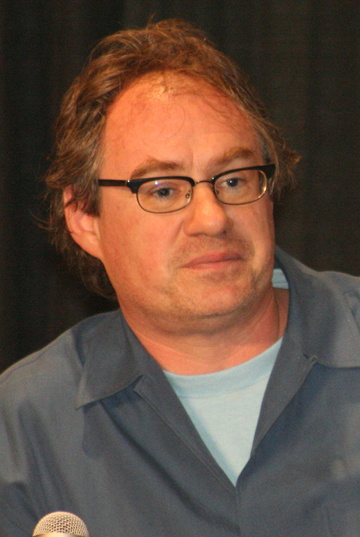
John Billingsley (* 1960)

- 1960: John Billingsley, US-amerikanischer Schauspieler
- 1960: Tore Brunborg, norwegischer Jazzmusiker
- 1960: Carlos Coelho, portugiesischer Politiker
- 1961: Nick Heyward, britischer Musiker
- 1961: Vaughn Jefferis, neuseeländischer Vielseitigkeitsreiter
- 1961: Nasser Zahedi, deutscher Arzt, Autor, Übersetzer, Maler und Fotograf persischer Herkunft
- 1962: Roland Schopp, deutscher Zauberkünstler
- 1962: Christiane Felscherinow, deutsche Autorin, bekannt als Christiane F.
- 1963: Brian Nash, britischer Gitarrist
- 1964: Christine Fuchsloch, deutsche Juristin, Gerichtspräsidentin
- 1964: Lebo M, südafrikanischer Komponist
- 1964: Andreas Storm, deutscher Politiker, MdB
- 1964: Steffen Teichert, deutscher Physiker, Wissenschaftsmanager und politischer Beamter
- 1965: Ted Allen, US-amerikanischer Autor und Fernsehmoderator
- 1965: Kristina Andersson, schwedische Skirennläuferin
- 1965: Roberta Brunet, italienische Leichtathletin
- 1966: Ahmet Ak, türkischer Ringer
- 1966: Peter Artner, österreichischer Fußballspieler
- 1966: Nina Jäckle, deutsche Schriftstellerin
- 1966: Andreas C. Studer, Schweizer Fernsehkoch
- 1968: Everardo Armenta jr., mexikanischer Boxer
- 1968: Olaf Mast, deutscher Handballspieler und -trainer
- 1969: Simon Dolan, britischer Unternehmer und Automobilrennfahrer
- 1969: Laurent Dufaux, Schweizer Radrennfahrer
- 1969ː Christian Lehnert, deutscher protestantischer Theologe, Lyriker und Librettist
- 1969: Alberto Mancini, argentinischer Tennisspieler

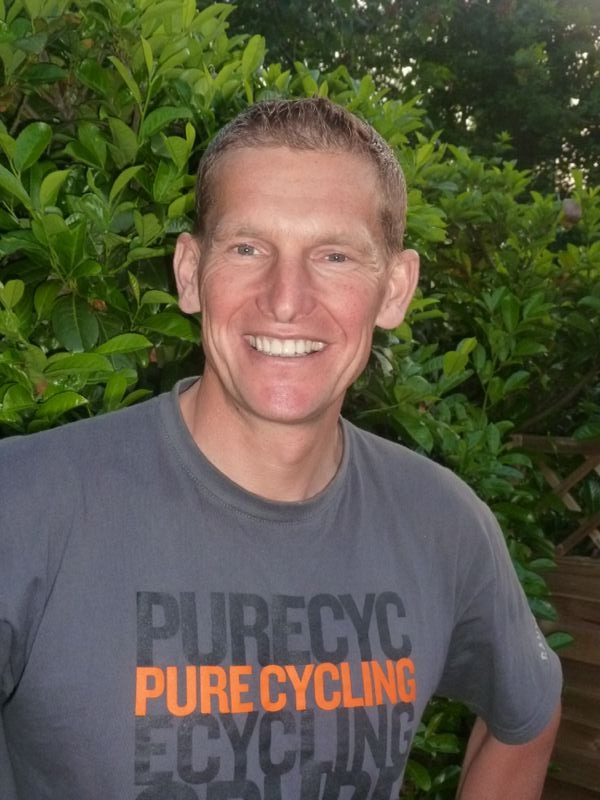
Andreas Walzer (* 1970)

- 1970: Andreas Walzer, deutscher Radrennfahrer
- 1971: Per Niklas Andersson, schwedischer Eishockeyspieler
- 1971: Paweł Mykietyn, polnischer Komponist
- 1971: Ian Feuer, ehemaliger US-amerikanischer Fußballtorwart
- 1972: Ralph Ruthe, deutscher Autor, Musiker und Cartoonist
- 1972: Busta Rhymes, US-amerikanischer Hip-Hop-Künstler
- 1973: Dion Åkerstrøm, dänischer Bahnradsportler und Trainer
- 1973: Daya Vaidya, US-amerikanische Schauspielerin

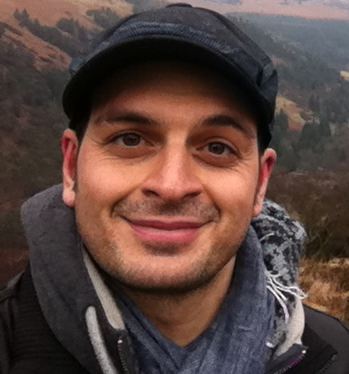
Kaya Yanar (* 1973)

- 1973: Kaya Yanar, Komiker und Moderator
- 1974: Marko Tratar, slowenischer Schachspieler
- 1974: Marc Zwinz, deutscher Schauspieler
- 1975: Ralph Firman, britischer Rennfahrer
- 1975: Thomas Plischke, deutscher Autor
- 1975: Sascha Alexander Geršak, deutscher Schauspieler

#### 1976–2000
- 1976: Louis Bullock, US-amerikanischer Basketballspieler
- 1976: Virpi Kuitunen, finnische Skilangläuferin
- 1976: Mahamadi Sawadogo, burkinischer Straßenradrennfahrer
- 1977: Olivier Brassart, französischer Fußballspieler
- 1977: Matt Czuchry, US-amerikanischer Schauspieler
- 1977: Vesa Toskala, finnischer Eishockeytorwart
- 1978: Guerlain Chicherit, französischer Extremskifahrer und Rallyefahrer
- 1978: Nils Schumann, deutscher Leichtathlet, Olympiasieger
- 1979: Alexandre Aubert, französischer Biathlet
- 1979: Marija Gabriel, bulgarische Politikerin
- 1979: Jana Pallaske, deutsche Schauspielerin und Sängerin
- 1980: Agnes Kittelsen, norwegische Schauspielerin
- 1981: Cécile Bähler, Schweizer Fernsehmoderatorin

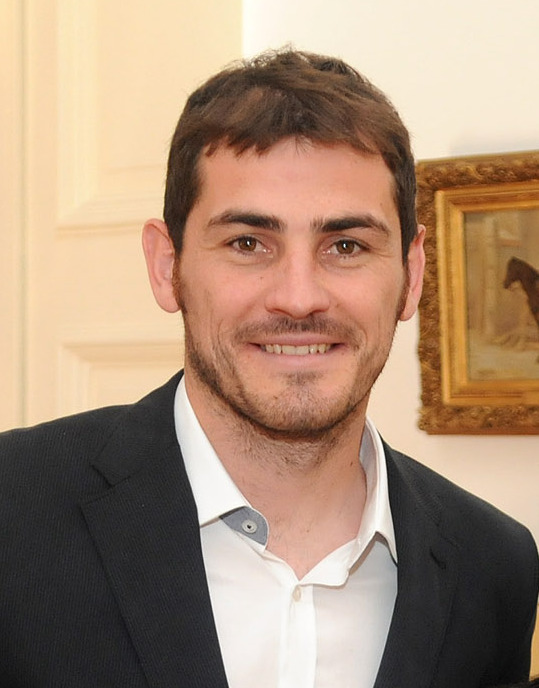
Iker Casillas (* 1981)

- 1981: Iker Casillas, spanischer Fußballtorwart
- 1981: Gergana Gergova, bulgarische Violinistin
- 1981: Rachel Platten,  US-amerikanische R&B- und Popsängerin
- 1981: Jana Tucholke, deutsche Leichtathletin
- 1982: Candace Bailey, US-amerikanische Schauspielerin
- 1982: Petr Čech, tschechischer Fußballtorwart
- 1982: Jessica Raine, britische Schauspielerin
- 1983: Justin Astley, englischer Snookerspieler
- 1983: Dan Blackburn, kanadischer Eishockeytorwart
- 1983: Óscar Cardozo, paraguayischer Fußballspieler
- 1984: Dilarə Kazımova, aserbaidschanische Sängerin
- 1985: Onur Bulut, türkischer Fußballtorhüter
- 1985: Chris Froome, britischer Radrennfahrer
- 1985: Alessia Piovan, italienisches Model und Schauspielerin
- 1987: Taku Takeuchi, japanischer Skispringer
- 1987: Kristopher Van Varenberg, US-amerikanischer Filmschauspieler
- 1988: Kārlis Auziņš, lettischer Musiker
- 1988: Karoline Teska, deutsche Schauspielerin
- 1989: Sílvia Rebelo, portugiesische Fußballspielerin
- 1990: Lisa Mößinger, deutsche Handballspielerin
- 1990: Pius Paschke, deutscher Skispringer
- 1991: Bastian Baker, Schweizer Singer-Songwriter
- 1992: Václav Kadlec, tschechischer Fußballspieler
- 1992: Enes Kanter, türkischer Basketballspieler
- 1992: Gerónimo Rulli, argentinischer Fußballspieler
- 1992: Fanny Smith, Schweizer Freestyle-Skisportlerin
- 1994: Joshua Bell, australischer Sportschütze
- 1994: Piotr Zieliński, polnischer Fußballspieler
- 1996: Robert Skov, dänischer Fußballspieler
- 1997: Mal Retkoceri, kosovarischer Musiker
- 1999: Julius Kade, deutscher Fußballspieler
- 2000: Tim Latteier, deutscher Fußballspieler

### 21. Jahrhundert
- 2005: Mathilda Smidt, deutsche Schauspielerin

## Gestorben

### Vor dem 18. Jahrhundert
- 0685: Ecgfrith, König von Northumbria
- 0774: Warin, fränkischer Adliger
- 0965: Gero, Markgraf der sächsischen Ostmark
- 1217: Thomas, Graf von Le Perche
- 1277: Johannes XXI., Papst
- 1285: Johann I., König von Zypern, als Johann II. König von Jerusalem
- 1328: William de Lamberton, Bischof von St Andrews und Guardian of Scotland
- 1431: Guillaume de Challant, Bischof von Lausanne
- 1444: Margarete von Kleve, Herzogin von Bayern-München und Württemberg
- 1444: Bernhardin von Siena, italienischer Heiliger

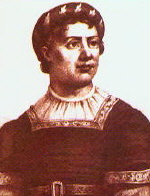
Peter von Portugal († 1449)

- 1449: Peter von Portugal, Prinz von Portugal und erster Herzog von Coimbra
- 1458: Leonhard Wismair, Bischof von Chur
- 1476: Johann IV. Tulbeck, Fürstbischof von Freising
- 1478: Regula von Lichtenthal, Nonne im Zisterzienserinnenkloster Lichtenthal
- 1503: Lorenzo di Pierfrancesco de’ Medici, Florentiner Adeliger und Mäzen
- 1506: Christoph Kolumbus, Seefahrer und (Wieder-)Entdecker Amerikas
- 1513: Johann II. von Henneberg-Schleusingen, Fürstabt des Klosters Fulda
- 1525: Alonso Fernández de Lugo, andalusischer Adliger und der Eroberer einiger Kanarischer Inseln
- 1527: Hans Hergot, deutscher Buchdrucker, Buchhändler und protestantischer Autor
- 1541: Johann III. von Henneberg-Schleusingen, Fürstabt von Fulda
- 1550: Ashikaga Yoshiharu, japanischer Shōgun
- 1556: Weigand von Redwitz, Fürstbischof von Bamberg
- 1589: Anna Maria, Prinzessin von Brandenburg-Ansbach und Herzogin von Württemberg
- 1609: Georg Rollenhagen, deutscher Schriftsteller, Pädagoge und Prediger
- 1615: Johann Heinrich von Lindenau, Rittergutsbesitzer
- 1618: Henrik Horn, schwedischer Diplomat
- 1622: Osman II., Sultan des Osmanischen Reichs
- 1631: Dietrich von Falkenberg, schwedischer Oberst und Militärkommandant von Magdeburg
- 1641: Johan Banér, schwedischer Feldmarschall
- 1648: Władysław IV. Wasa, polnischer König/quasi Zar von Russland
- 1668: Nicolas Mignard, französischer Maler
- 1671: Andreas Heinrich Bucholtz, deutscher lutherischer Theologe
- 1682: Abraham Siegel, deutscher frühkapitalistischer Unternehmer

### 18. Jahrhundert
- 1701: Hermann Fock, Kaufmann und Ratsherr der Hansestadt Lübeck
- 1701: Rosine Elisabeth Menthe, morganatische Ehefrau von Herzog Rudolf August zu Braunschweig-Lüneburg und Braunschweig-Wolfenbüttel
- 1701: Christiana von Schleswig-Holstein-Sonderburg-Glücksburg, Herzogin von Sachsen-Merseburg
- 1713: Thomas Sprat, englischer Bischof und Autor
- 1728: Antoine Desgodetz, französischer Architekt und Archäologe
- 1738: André Brue, Generaldirektor der französischen Senegalkompanie
- 1751: Domènech Terradellas, spanischer Opernkomponist
- 1755: Johann Georg Gmelin, deutscher Sibirienforscher und Botaniker
- 1758: Henrik Benzelius, schwedischer lutherischer Theologe und Erzbischof von Uppsala
- 1763: Georg Sebastian Urlaub, fränkischer Maler
- 1770: Paul Christian Zink, deutscher Maler
- 1773: Johann Konrad Spörl, deutscher evangelischer Theologe

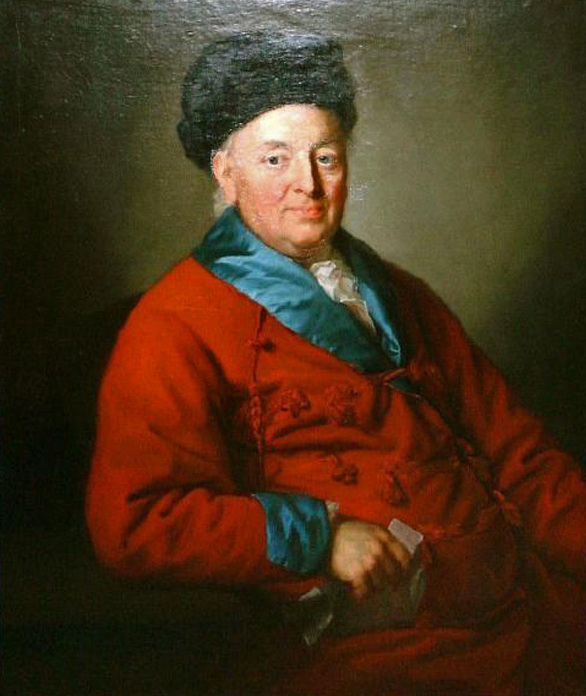
Christian Gottlob Frege († 1781)

- 1781: Christian Gottlob Frege, deutscher Bankier und Handelsherr
- 1782: Christoph Gottlieb Schröter, deutscher Komponist
- 1784: Alexander Ross, schottischer Dichter
- 1789: Jost Erdmann von Arnim, preußischer Offizier
- 1792: Antoine Louis, französischer Chirurg, Gerichtsmediziner und Enzyklopädist
- 1793: Charles Bonnet, Schweizer Naturwissenschaftler, Philosoph und Anwalt
- 1795: Ludwig Eugen, 13. Herzog von Württemberg

### 19. Jahrhundert

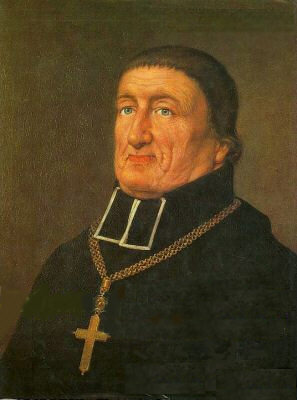
Johann Michael Sailer († 1832)

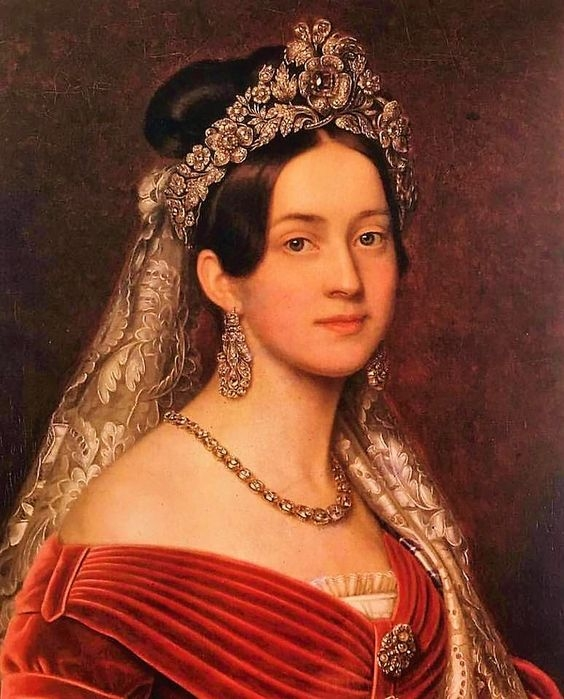
Amalie von Oldenburg († 1875)

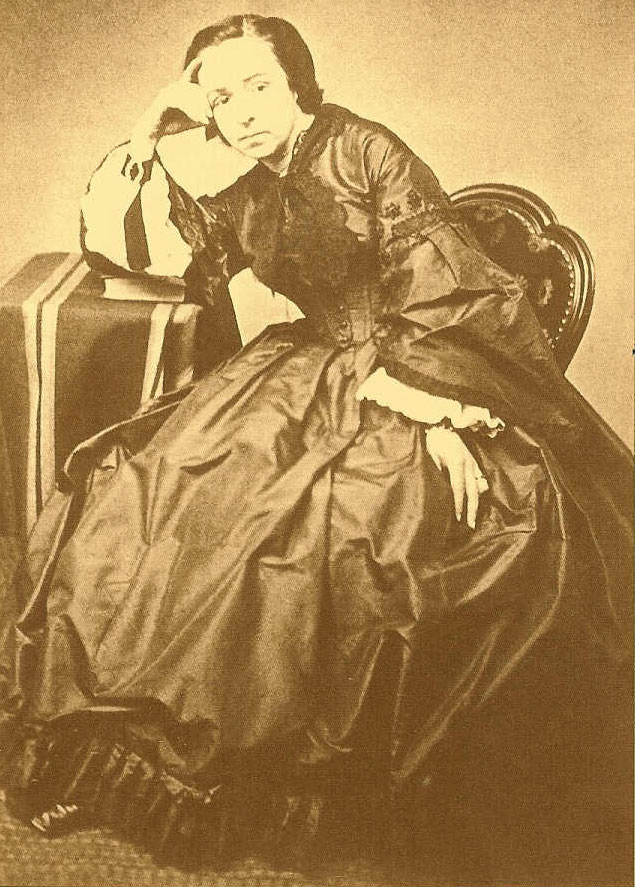
André Léo († 1900)

- 1810: Dietrich Ludwig Gustav Karsten, deutscher Mineraloge
- 1812: Hieronymus von Colloredo, Bischof von Gurk und Fürsterzbischof von Salzburg
- 1820: Karl Ludwig Sand, radikaler deutscher Burschenschafter; Mörder von August von Kotzebue
- 1826ː Hester Wilhelmina Callenburgh Baartmans, niederländische Dichterin
- 1832: Johann Michael Sailer, katholischer Theologe und Bischof von Regensburg
- 1834: Marie-Joseph Motier, Marquis de La Fayette, französischer General und Politiker
- 1840: Johann Heinrich Freytag, deutscher Jurist und Bürgermeister von Frankfurt (Oder)
- 1842: Jules-Maurice Quesnel, kanadischer Entdeckungsreisender, Geschäftsmann und Politiker
- 1845: Joseph von Hazzi, bayerischer Beamter
- 1847: Mary Ann Lamb, britische Schriftstellerin
- 1849: Michael Traugott Pfeiffer, deutsch-schweizerischer Musikpädagoge
- 1854: Karl Ludwig von Haller, Schweizer Staatsrechtler
- 1856: Johan Lorentz Aschan, schwedischer Unternehmer
- 1860: William Butterworth Bayley, britischer interimistischer Generalgouverneur von Fort William
- 1865: August Wilhelm von Neumann-Cosel, preußischer General der Infanterie und Chef des Militärkabinetts
- 1865: Franz Xaver Stadler, deutscher Kaufmann und Stifter
- 1875: Amalie, Herzogin von Oldenburg, Prinzessin von Bayern und Königin von Griechenland
- 1877: Karl Ziegler, österreichischer Lyriker
- 1880: Axel Adlercreutz, schwedischer Staatsmann
- 1880: Henry S. Foote, US-amerikanischer Politiker
- 1885: Frederick T. Frelinghuysen, US-amerikanischer Politiker
- 1891: Jan Pětr Jordan, sorbischer Wissenschaftler und Philosoph
- 1892: Jules Duprato, französischer Komponist
- 1893: Henriette Obermüller, badische Revolutionärin und Frauenrechtlerin
- 1896: Clara Schumann, deutsche Pianistin und Komponistin
- 1896: Julie Salis-Schwabe, deutsche Philanthropin jüdischer Abstammung
- 1899: Carlotta Grisi, italienische Ballerina (* 1819)
- 1900: André Léo, französische Schriftstellerin und Journalistin

### 20. Jahrhundert

#### 1901–1950

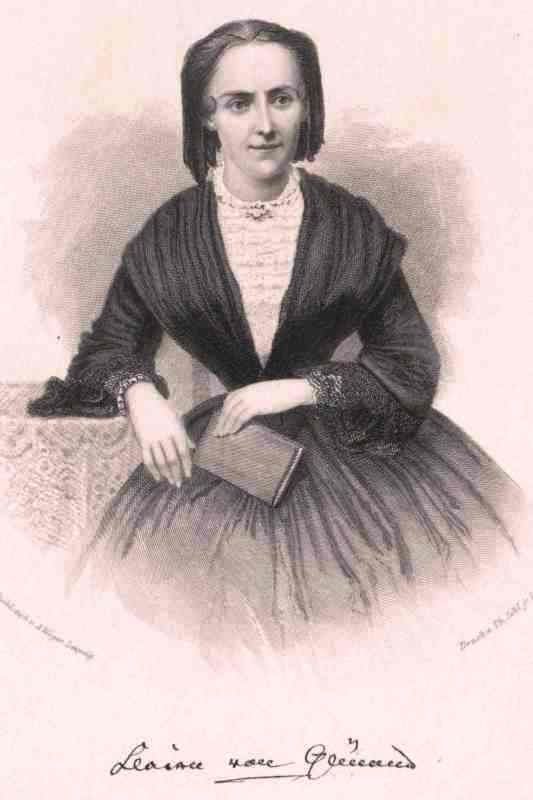
Claire von Glümer († 1906)

- 1906: Claire von Glümer, deutsche Schriftstellerin und Übersetzerin
- 1906: Peter Kempny, österreichischer Mediziner, Komponist und Insektenforscher

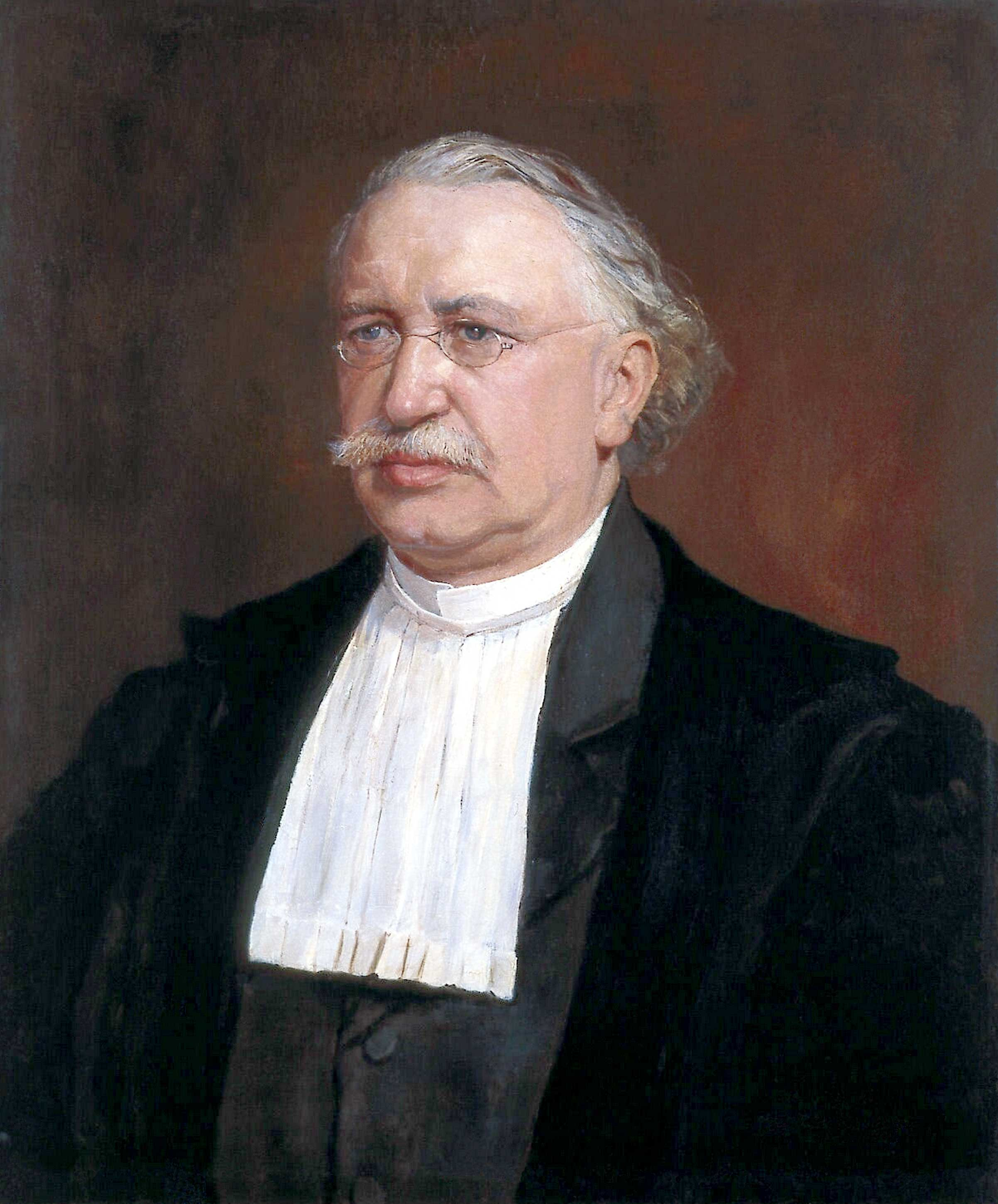
Theodor Wilhelm Engelmann († 1909)

- 1909: Theodor Wilhelm Engelmann, deutscher Physiologe, Biologe und Zoologe
- 1915: Charles Francis Adams junior, US-amerikanischer Brigadegeneral, Unternehmer und Historiker
- 1915: Carl Klönne, deutscher Bankier
- 1916: Georges Boillot, französischer Automobilrennfahrer und Kampfflieger im Ersten Weltkrieg
- 1917: Friedrich Achelis, deutscher Kaufmann und Politiker
- 1917: Ernest Leroux, französischer Buchhändler und Verleger
- 1918: Richard Andersson, schwedischer Komponist, Pianist und Musikpädagoge
- 1919: Armand von Ardenne, preußischer Generalleutnant und Militärhistoriker
- 1925: Elias M. Ammons, US-amerikanischer Politiker
- 1928: Rupert Karner, österreichischer Motorradrennfahrer
- 1932: Bubber Miley, US-amerikanischer Jazz-Musiker und Trompeter
- 1935: Wilhelm Friedle, deutscher Ingenieur
- 1936: Luis Andreoni, italienischer Ingenieur und Architekt
- 1937: Max von Arco-Zinneberg, deutscher Automobilrennfahrer
- 1937ː Maria Teresa Horta, portugiesische Feministin und Schriftstellerin
- 1938ː Elisabeth Consbruch, deutsche Pädagogin und Frauenrechtlerin

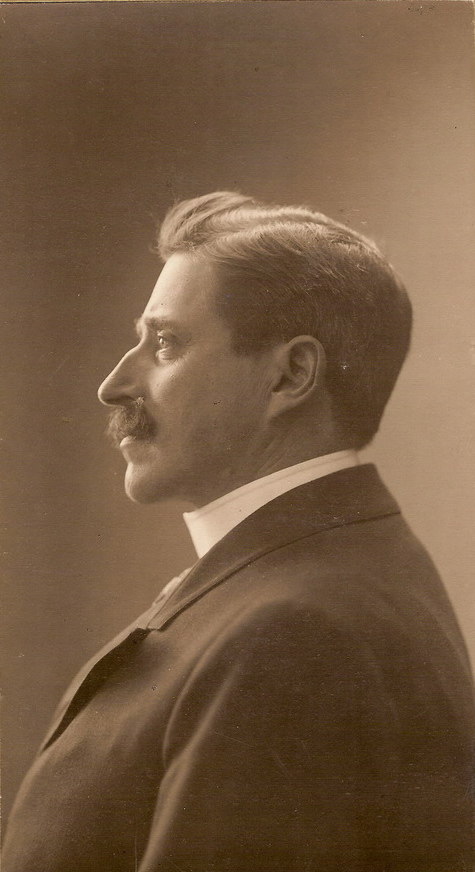
Verner von Heidenstam († 1940)

- 1940: Verner von Heidenstam, schwedischer Dichter
- 1941: Hermann Schöne, deutscher Altphilologe
- 1941: Wilhelm Süssmann, deutscher Generalleutnant
- 1942: Hector Guimard, französischer Architekt
- 1945: Alexander Jewgenjewitsch Fersman, russisch-sowjetischer Mineraloge, Geochemiker und Kristallograf
- 1946: Emil Frey, Schweizer Komponist, Pianist und Musikpädagoge
- 1946: Enrico Gasparri, italienischer Geistlicher, vatikanischer Diplomat, Kurienkardinal
- 1947: Philipp Lenard, deutscher Physiker und Nobelpreisträger
- 1948: Bogumił Šwjela, sorbischer Geistlicher, Sprachforscher und Publizist
- 1949: Randolph West, US-amerikanischer Hämatologe
- 1950: Leopold Andres, österreichischer General, Kartograph und Geodät

#### 1951–2000
- 1955: Leopold Arzt, österreichischer Mediziner

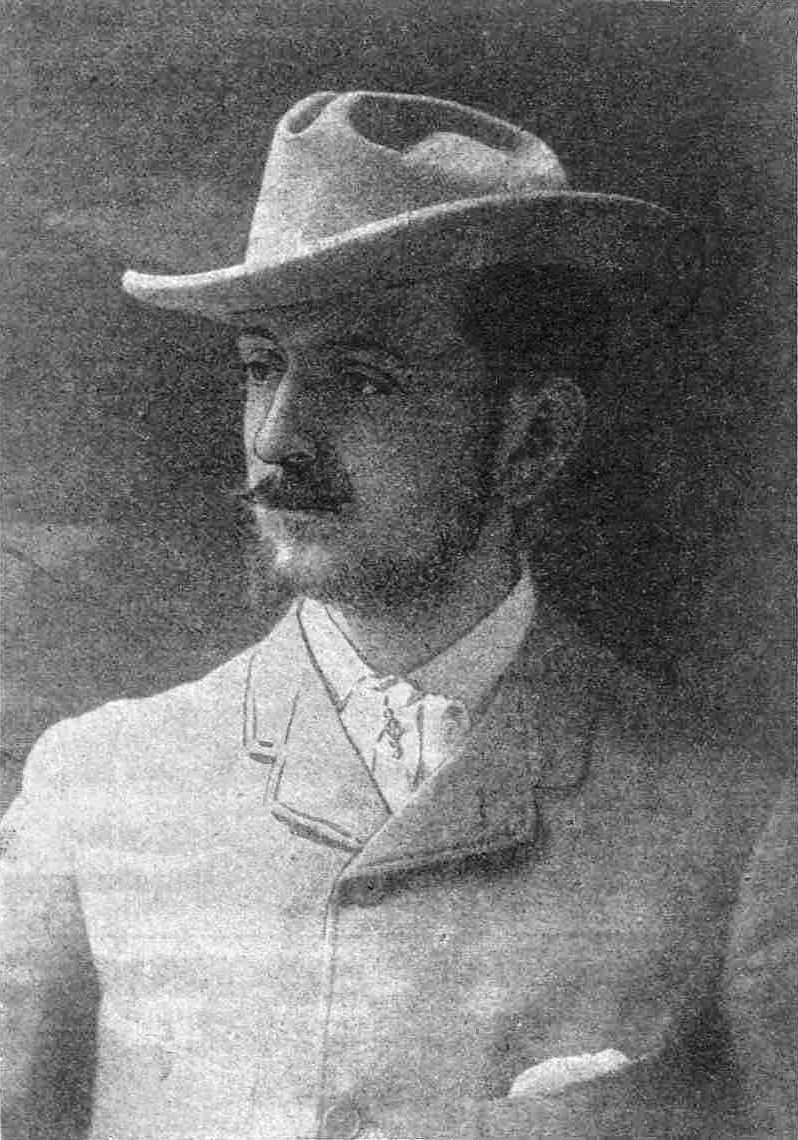
Louvigny de Montigny († 1955)

- 1955: Louvigny de Montigny, kanadischer Journalist, Schriftsteller und Kritiker
- 1956: William John Gies, US-amerikanischer Biochemiker und Zahnarzt
- 1956: Zoltán von Halmay, ungarischer Schwimmer und Schwimmtrainer
- 1956: Alois Hitler jr., Halbbruder von Adolf Hitler
- 1958: Warwara Fjodorowna Stepanowa, russische Künstlerin
- 1959: Georg Joos, deutscher Physiker
- 1961: Josef Priller, deutscher Jagdflieger im Zweiten Weltkrieg
- 1962: Wilhelm Andreae, deutscher Sozialökonom
- 1962: Frédéric Rüedi, Schweizer Beamter
- 1962: Josef Uridil, österreichischer Fußballspieler

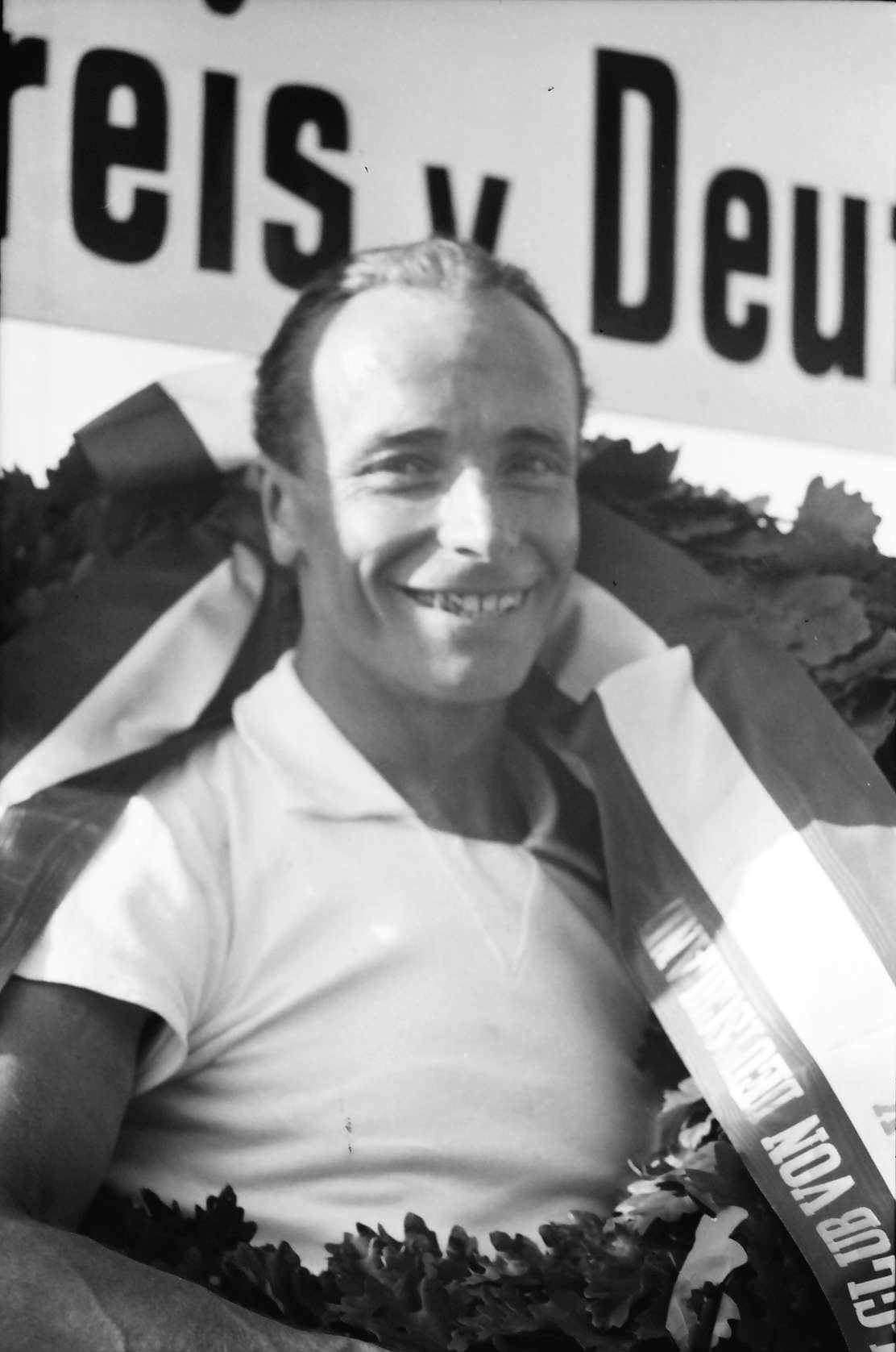
Edgar Barth († 1965)

- 1965: Edgar Barth, deutscher Rennfahrer
- 1967: Leonhard Grebe, deutscher Physiker
- 1969ː May Hallatt, britische Schauspielerin
- 1973: Renzo Pasolini, italienischer Motorradrennfahrer
- 1973: Jarno Saarinen, finnischer Motorradrennfahrer
- 1974: Jean Daniélou, französischer Ordensgeistlicher
- 1975: Barbara Hepworth, britische Bildhauerin
- 1975: Raymond Saladin, französischer Automobilrennfahrer
- 1978: Bjarne Brustad, norwegischer Geiger, Bratscher und Komponist
- 1980: Francesco Severi, italienischer Automobilrennfahrer
- 1981: Dositej Stojkovski, Erzbischof von Ohrid und Mazedonien
- 1981: Lauri Pihkala, finnischer Leichtathlet, Erfinder des Pesäpallo
- 1982: Merle Antony Tuve, US-amerikanischer Physiker und Geophysiker
- 1983: Italo Acconcia, italienischer Fußballspieler
- 1983: Clair Bee, US-amerikanischer Basketballtrainer
- 1983: André Galoisy, französischer Automobilrennfahrer
- 1984: Bill Holland, US-amerikanischer Automobilrennfahrer
- 1988: René Defossez, belgischer Komponist und Dirigent
- 1989: John R. Hicks, britischer Ökonom
- 1989: Ernst Trapp, deutscher Bauingenieur und Bauunternehmer
- 1991: Keith MacMillan, kanadischer Musikproduzent, -verleger und -manager
- 1992: Giovanni Colombo, italienischer Geistlicher, Erzbischof von Mailand
- 1993: Antje Garden, deutsche Ansagerin und Fernsehmoderatorin
- 1994: Ludwig Volkholz, deutscher Politiker, MdB
- 1995: Ulysses Kay, US-amerikanischer Komponist
- 1996: Rajmund Ambroziak, polnischer Pianist und Dirigent

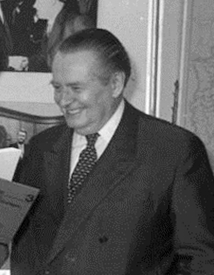
Willi Daume († 1996)

- 1996: Willi Daume, deutscher Sportfunktionär, NOK-Präsident und Vizepräsident des IOC
- 1997: Roland Amstutz, Schweizer Schauspieler
- 1997: Stanisław Has, polnischer Komponist und Dirigent
- 1997: Edwin Kowalik, polnischer Pianist, Publizist und Komponist
- 1997: Richard Leising, deutscher Lyriker
- 1998: Werner Buxa, deutscher Offizier und Autor
- 1998: Wolf Mankowitz, britischer Schriftsteller und Drehbuchautor
- 1999: Horst Stachelhaus, deutscher Bassist und Journalist
- 1999: Jan Wornar, sorbischer Schriftsteller
- 2000: Charles Antenen, Schweizer Fußballspieler
- 2000: Jean-Pierre Rampal, französischer Flötist

### 21. Jahrhundert
- 2000: Charles Antenen, Schweizer Fußballspieler
- 2002: Stephen Jay Gould, US-amerikanischer Paläontologe, Geologe und Evolutionsforscher
- 2002: Bob Grossman, US-amerikanischer Automobilrennfahrer
- 2003: Walter Höllerer, deutscher Schriftsteller und Literaturwissenschaftler
- 2004: W. Ross Adey, australischer Neurowissenschaftler
- 2005: Paul Ricœur, französischer Philosoph

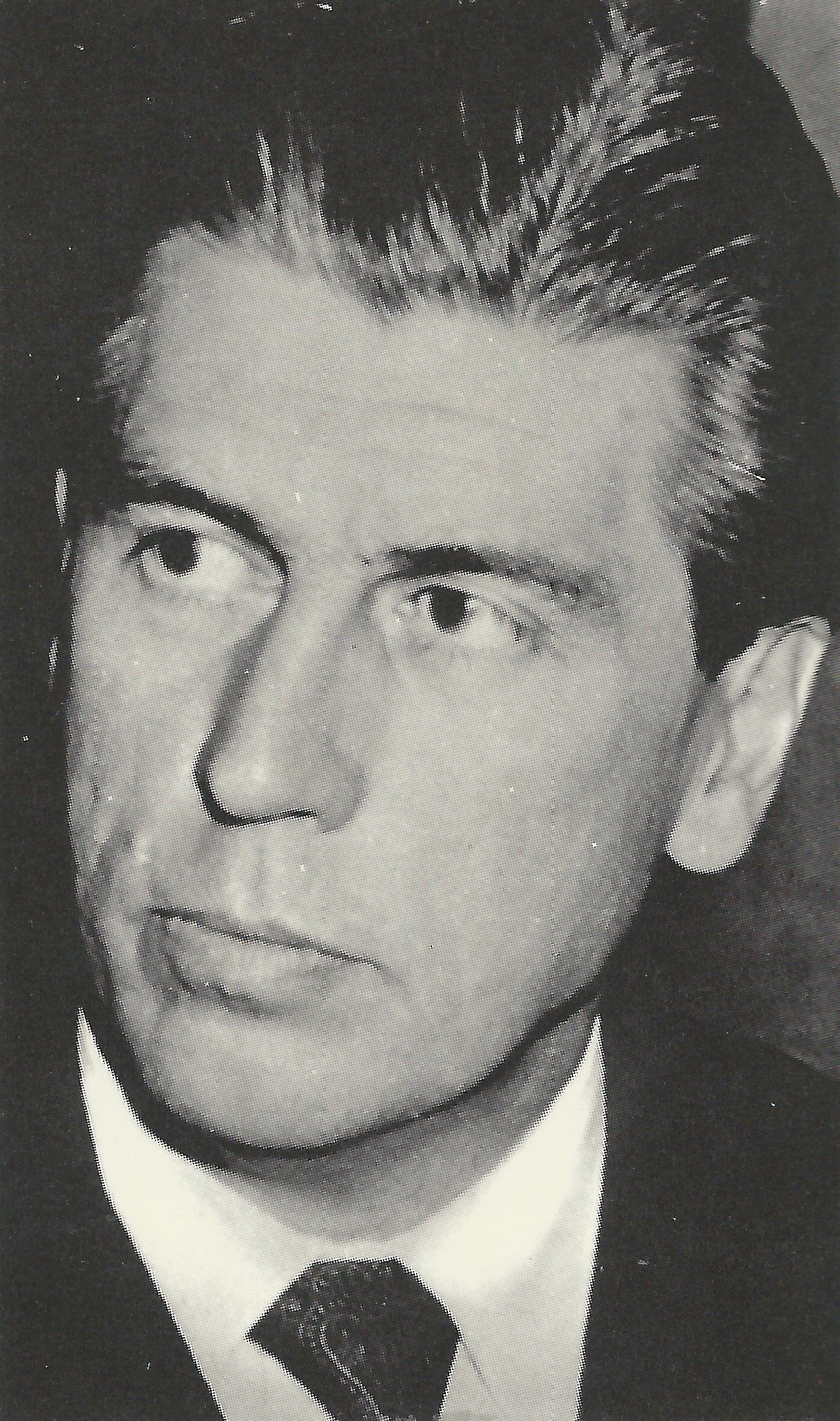
Lujo Tončić-Sorinj († 2005)

- 2005: Lujo Tončić-Sorinj, österreichischer Diplomat, Generalsekretär des Europarates
- 2007: Wolfgang Gasser, österreichischer Schauspieler
- 2007: Ursula Randt, deutsche Autorin
- 2007: Stanley Miller, US-amerikanischer Biologe und Chemiker
- 2008: Joachim Erwin, deutscher Kommunalpolitiker, Oberbürgermeister von Düsseldorf
- 2008: Harald Hein, deutscher Fechter
- 2008: Hamilton Jordan, US-amerikanischer Politikberater
- 2009: Lucy Gordon, britische Schauspielerin
- 2009: Oleg Iwanowitsch Jankowski, russischer Schauspieler
- 2010: Lars Clausen, deutscher Soziologe
- 2011: Randy Savage, US-amerikanischer Wrestler
- 2012: Christoph Hemrich, deutscher Schauspieler

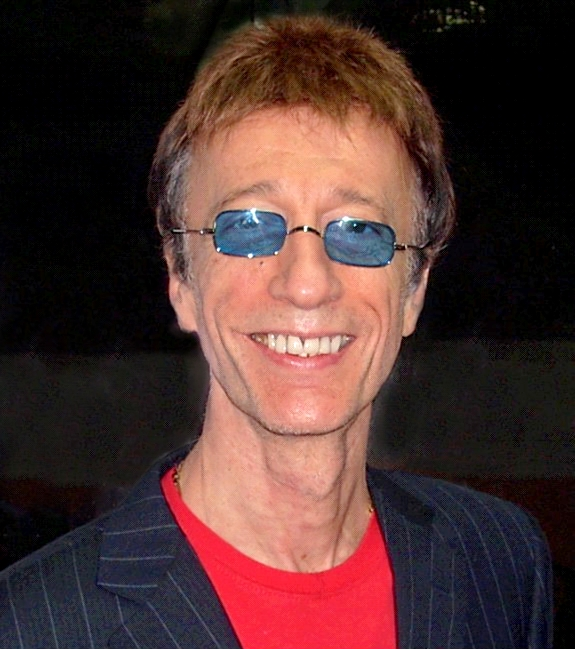
Robin Gibb († 2012)

- 2012: Robin Gibb, britischer Musiker
- 2012: Howie Richmond, US-amerikanischer Musikverleger
- 2013: Anders Eliasson, schwedischer Komponist
- 2013: Miloslav Kříž, tschechischer Jurist, Basketballspieler und Sportfunktionär
- 2013: Ray Manzarek, US-amerikanischer Musiker (The Doors)
- 2014: Ross Brown, neuseeländischer Rugbyspieler
- 2014: Rupert Ludwig Ferdinand zu Loewenstein-Wertheim-Freudenberg, deutsch-britischer Bankier, Finanzmanager der Rolling Stones
- 2015: Frank Klose, deutscher Journalist und Sachbuchautor

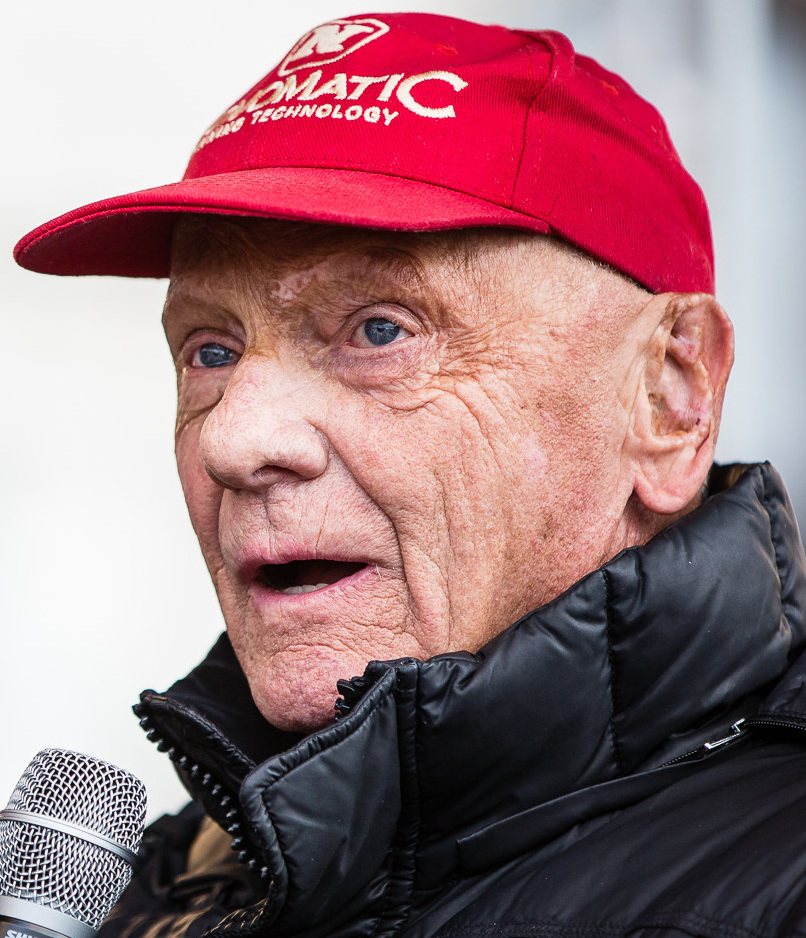
Niki Lauda († 2019)

- 2015: Manfred Müller, deutscher Geistlicher, Bischof von Regensburg
- 2016: John David Jackson, kanadisch-US-amerikanischer Physiker
- 2016: Adi Pinter, österreichischer Fußballtrainer
- 2017: Paul Falk, deutscher Eiskunstläufer
- 2021: Sándor Puhl, ungarischer Fußballschiedsrichter

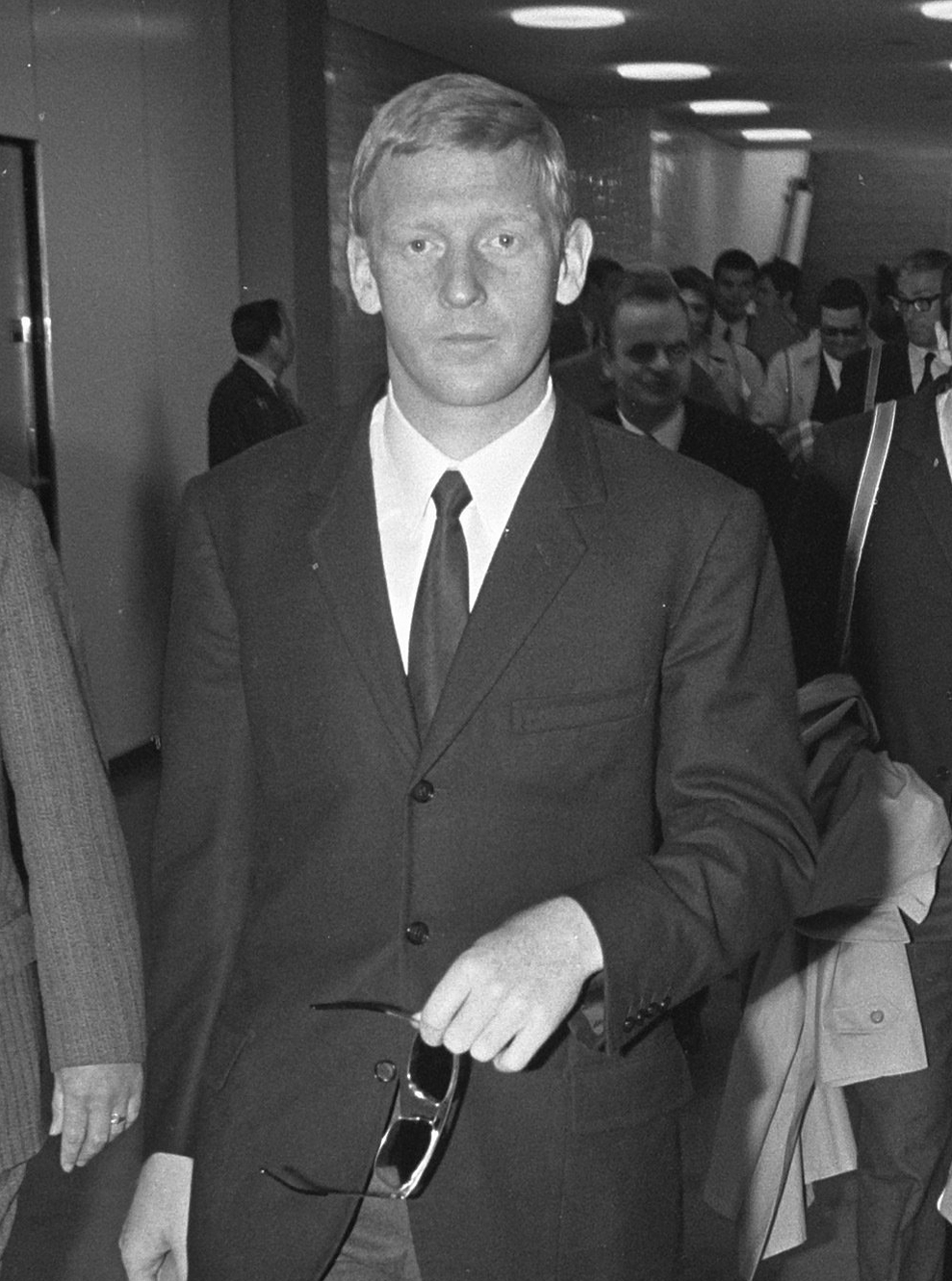
Karl-Heinz Schnellinger († 2024)

- 2017: Jean E. Sammet, US-amerikanische Informatikerin
- 2017: Waldtraut Lewin, deutsche Schriftstellerin
- 2018: Manfred Schaub, deutscher Politiker
- 2018: Dieter Schnebel, deutscher Komponist und Geistlicher
- 2019: Monika Krause-Fuchs, deutsch-kubanische Sexualwissenschaftlerin
- 2019: Niki Lauda, österreichischer Automobilrennfahrer, Unternehmer und Pilot
- 2020: Michael Matzke, deutscher Numismatiker
- 2024: Karl-Heinz Schnellinger, deutscher Fußballspieler
- 2025: Joan Harrison, südafrikanische Schwimmerin

## Feier- und Gedenktage
- Weltbienentag
- Internationaler Tag des Messens (auch Weltmetrologietag)

- Kirchliche Gedenktage
  - Samuel Hebich, deutscher Missionar in Indien (evangelisch)
  - Bernhardin von Siena, italienischer Heiliger (katholisch)

- Namenstage
  - Elfriede

Weitere Einträge enthält die Liste von Gedenk- und Aktionstagen.